# Victoria, Vương nữ Vương thất
Victoria Adelaide của Liên hiệp Anh và Ireland, Vương nữ Vương thất, Hoàng hậu Đức và Vương hậu Phổ (tiếng Anh: Victoria Adelaide Mary Louisa; tiếng Đức: Viktoria Adelheid Maria Luisa, 21 tháng 11 năm 1840 – 5 tháng 8 năm 1901) là Vương nữ Vương thất của Liên hiệp Anh, đồng thời là Hoàng hậu Đức và Vương hậu Phổ thông qua cuộc hôn nhân với Hoàng đế Friedrich III. Victoria là con gái của Victoria I của Liên hiệp Anh với Albrecht xứ Sachsen-Coburg và Gotha, đồng thời là mẹ của Wilhelm II, Hoàng đế cuối cùng của Đức.
Từ khi còn nhỏ, Victoria được cha mẹ nuôi dưỡng trong môi trường giáo dục tiến bộ. Vào năm 16 tuổi, bà đính hôn với Vương tằng tôn Friedrich của Phổ và tán thành với quan điểm tự do của chồng rằng Phổ và đế quốc Đức tương lai sẽ trở thành một nhà nước quân chủ lập hiến giống mô hình Anh quốc. Bị phê bình về quan điểm tự do và nguồn gốc xuất thân Anh quốc, Victoria bị cả Vương tộc Hohenzollern cũng như triều đình Berlin tẩy chay. Sự đối lập ngày càng dữ dội từ năm 1862 khi Otto von Bismarck (một nhà chính trị cực đoan có quan điểm trái ngược với bà) lên cầm quyền năm 1862.
Victoria trở thành Hoàng hậu Đức và Vương hậu Phổ chỉ trong mấy tháng, trong thời gian đó bà ít có cơ hội để gây ảnh hưởng đến chính sách của Đế chế Đức. Friederich III chết năm 1888 – chỉ 99 ngày sau khi lên ngôi – vì bệnh ung thư thanh quản và người kế vị là con trai của họ - Wilhelm II - một nhân vật có quan điểm cực kì bảo thủ so với song thân. Sau cái chết của chồng, bà được gọi là Hoàng hậu Friedrich (tiếng Đức: Kaiserin Friedrich). Hoàng thái hậu sau đó định cư tại Kronberg im Taunus, ở đây bà cho xây một tòa lâu đài tên Friedrichshof, được lấy theo tên người chồng quá cố. Sau đám cưới của các cô con gái, bà ngày càng bị cô lập khỏi triều đình Berlin. Victoria qua đời vì ung thư vú chỉ vài tháng sau cái chết của mẹ bà vào năm 1901.
Thư từ trao đổi giữa Victoria và song thân được bảo vệ rất kĩ: 3,777 lá thư mà Victoria của Anh gửi cho con gái cả, và khoảng 4,000 bức thư mà Hoàng hậu Đức gửi cho mẹ mình được bảo quản và lưu trữ. Chúng đã giúp chúng ta có cái nhìn cụ thể hơn về đời sống cung đình Phổ từ năm 1858 đến năm 1900.

## Những năm đầu đời

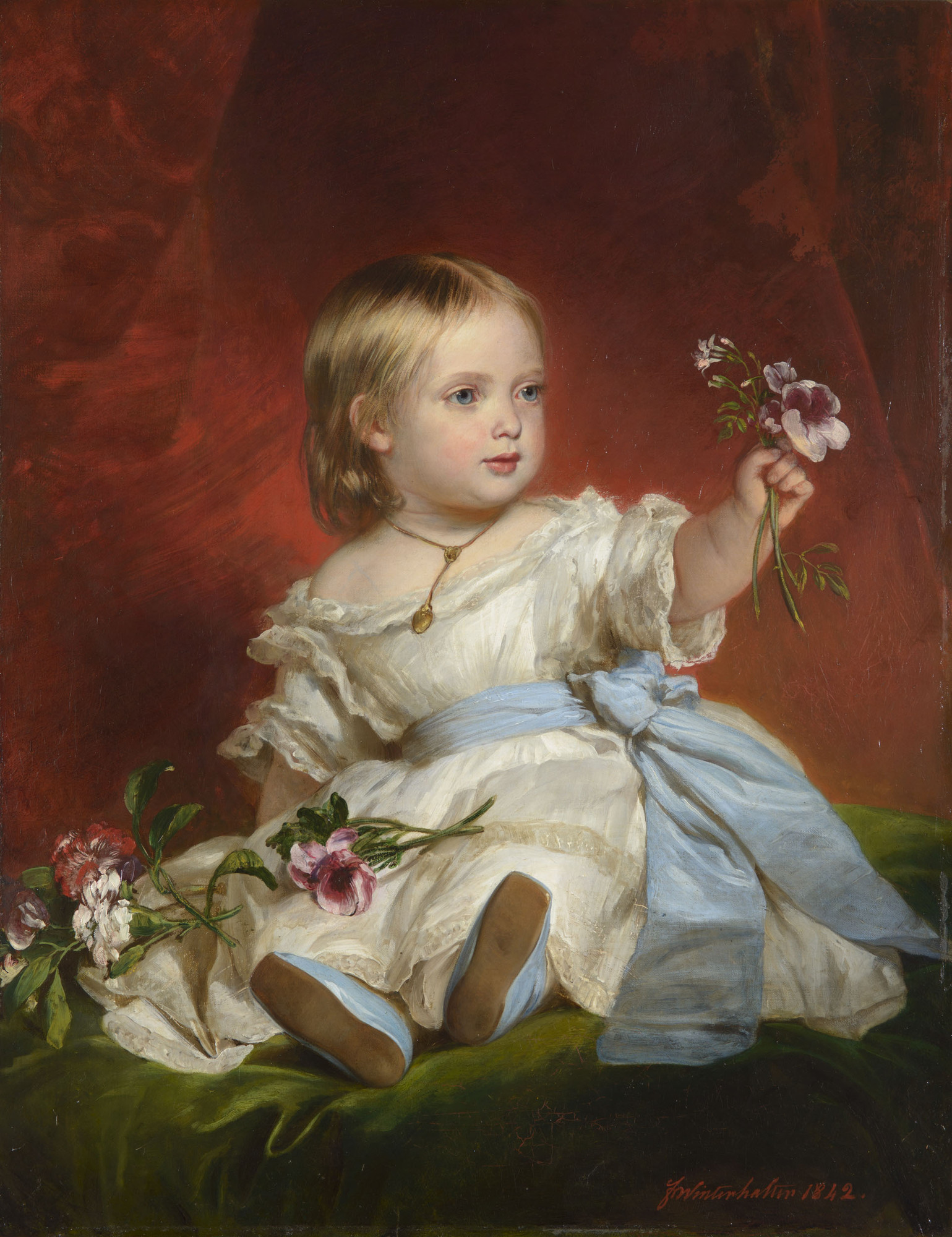
Vương nữ Vương thất, 1842. Họa phẩm của Kleinkind.

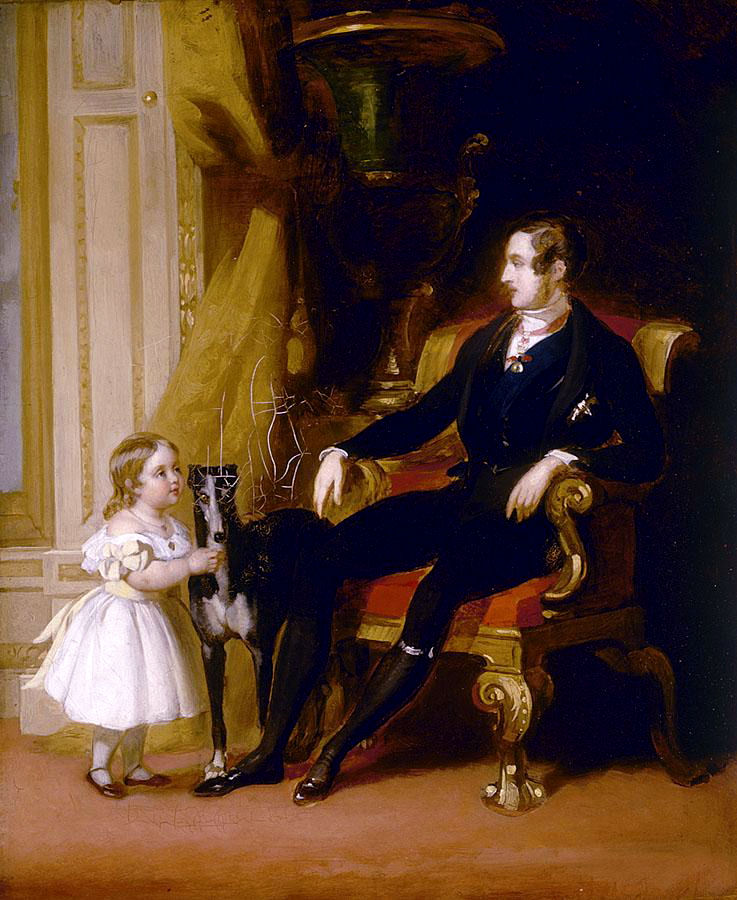
Victoria bên phụ thân là Albrecht xứ Sachsen-Coburg và Gotha và chú chó săn Eos. Họa phẩm của John Lucas, 1841.

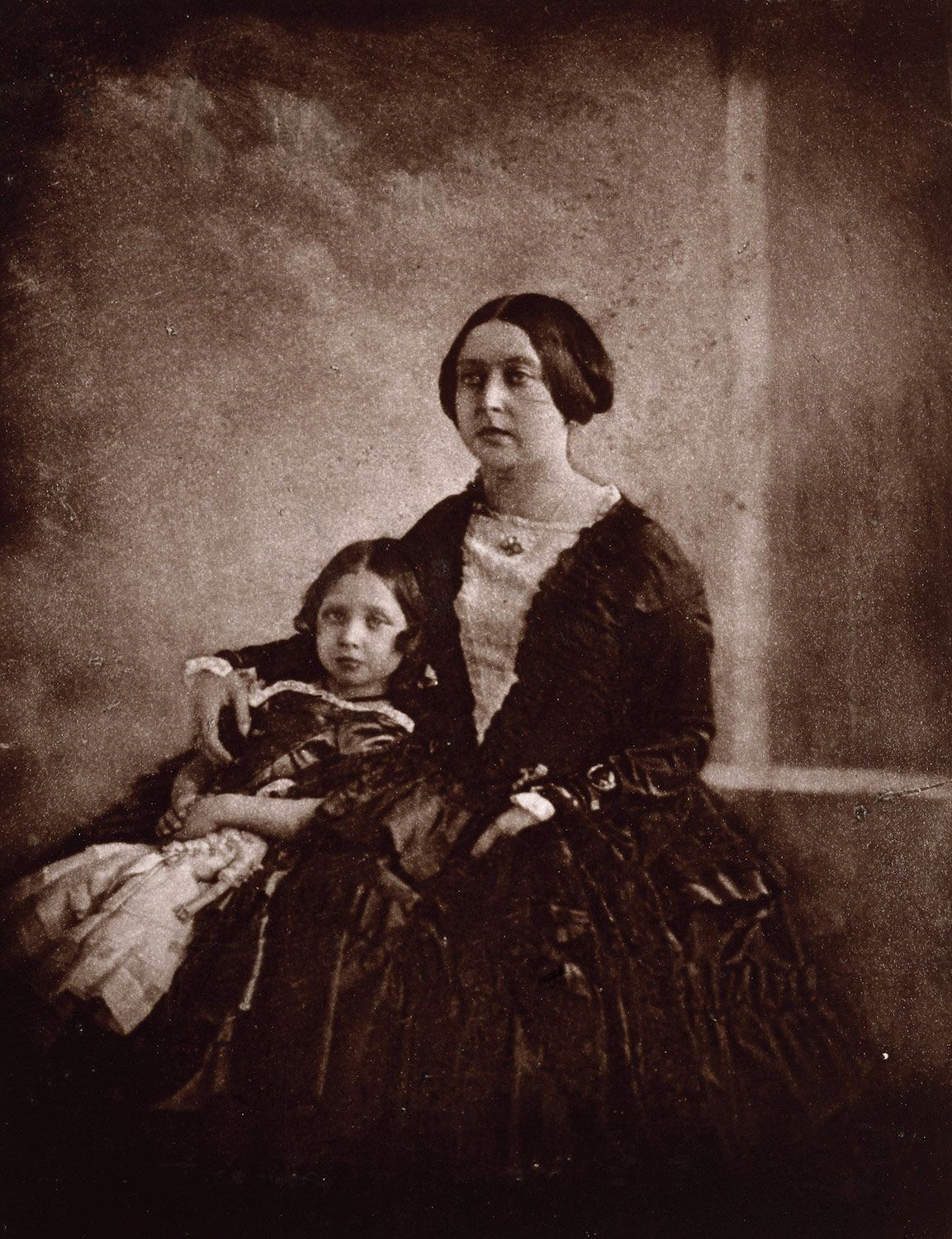
Victoria của Anh cùng Vương nữ Victoria, khoảng năm 1844-1845.

Vương nữ Victoria chào đời ngày 21 tháng 11 năm 1840 tại Cung điện Buckingham, Luân Đôn. Bà là người con đầu lòng của Victoria I của Liên hiệp Anh và Albrecht xứ Sachsen-Coburg và Gotha. Ngay giây phút Victoria chào đời, bác sĩ hộ sản thốt lên: "Ôi thưa bà, là một bé gái!". Nữ vương trả lời: "Không sao, lần tới sẽ là một Vương tử." Vương phu Albrecht tuy thất vọng nhưng vẫn dồn hết tâm sức cho đứa con đầu lòng vì nhận thấy sự thông minh sắc sảo của đứa bé, trong khi Victoria của Anh có chút xa cách với con, vì bà cảm thấy những đứa trẻ sơ sinh đều "rất ghê tởm".
Bà được rửa tội tại Throne Room trong Cung điện Buckingham ngày 10 tháng 2 năm 1841 (đúng dịp kỉ niệm một năm ngày cưới của song thân) dưới sự chủ trì của Tổng Giám mục Canterbury, William Howley. Lily font (bồn rửa tội) được đặc biệt ủy nhiệm làm riêng cho bà nhân dịp này. Những người đỡ đầu của bà bao gồm Vương Thái hậu Adelheid (bà bác), Quốc vương nước Bỉ (ông cậu), Công tước xứ Sachsen-Coburg và Gotha (ông nội, nhưng do Công tước xứ Wellington đứng ra đại diện), Công tước xứ Sussex (ông chú bên ngoại), Vương nữ Mary của Liên hiệp Anh (bà cô bên ngoại) và Thái Công tước phu nhân xứ Kent (bà ngoại).
Là con gái của Quốc vương đương nhiệm, Victoria ngay sau khi chào đời đã nghiễm nhiên là một Vương nữ Anh. Ngày 19 tháng 1 năm 1841, bà được nhận tước vị [The Princess Royal], tước vị thường được dành cho trưởng nữ của Quốc vương đương nhiệm hoặc Tiên vương. Thêm vào đó, bà trở thành người thừa kế lâm thời (heir presumptive) cho ngai vàng của Vương quốc Anh, trước khi người em trai là Vương tử Albert Edward (về sau là Edward VII) chào đời ngày 9 tháng 11 năm sau đó. Trong gia đình, bà thường được gọi là "Vicky".

## Giáo dục
Vợ chồng Nữ vương quyết định cho những đứa con của họ có một nền giáo dục hoàn chỉnh nhất có thể. Trên thực tế, Victoria, người đã kế vị bác là quốc vương William IV ở tuổi 18 tin rằng chính mình đã không nhận được sự chuẩn bị đầy đủ để bước lên ngai vàng. Về phần Vương tế Albrecht, tuy ông chào đời ở một vùng đất nhỏ bé là Công quốc Sachsen-Coburg-Gotha nhưng nhận được sự giáo dục cẩn thận hơn, nhờ vào người chú, Quốc vương Léopold I của Bỉ.
Do đó, không bao lâu sau khi Vicky chào đời, Vương tế Albrecht đã viết một cuốn hồi kí ghi lại các nhiệm vụ và bổn phận của tất cả những người có quan hệ đến những đứa trẻ vương thất. Một tài liệu dài 48 trang được viết sau một năm rưỡi bởi Nam tước Stockmar - người thân cận với vợ chồng Nữ vương - đã thuật lại chi tiết về các nguyên tắc giáo dục được áp dụng cho những đứa con của họ. Tuy nhiên, hai vợ chồng lại có những ý nghĩ rất phù phiếm về sự phát triển nhân cách đúng đắn của một đứa trẻ. Thí dụ, Victoria của Anh tin rằng việc cho con bú là một biểu hiện của sự thiếu giáo dục. Theo Hannah Pakula, người viết tiểu sử về vị Hoàng hậu tương lai của Đức, hai nhũ mẫu đầu tiên của Vương nữ Victoria được lựa chọn rất kĩ lưỡng. Với kinh nghiệm trong việc chăm sóc cho những đứa bé, Lady Lyttelton được chọn làm người trông nom tất cả các Vương tử và Vương nữ kể từ năm Vicky lên 2 tuổi. Người nhũ mẫu trẻ này đã đối phó được với những đòi hỏi không thực tế của hai vợ chồng Victoria và Albrecht. Sarah Anne Hildyard, người giám hộ thứ hai của những đứa bé, là một giáo viên giỏi và đã nhanh chóng thiết lập mối quan hệ gần gũi với những đứa trẻ vương thất.
Bộc lộ trí thông minh từ sớm, Vương nữ Victoria nhanh chóng được cho học tiếng Pháp từ khi mới 18 tháng tuổi, và bắt đầu học tiếng Đức năm lên bốn. Sau đó, bà còn biết thêm tiếng Hy Lạp và Latinh. Từ năm 6 tuổi, chương trình học của bà bao gồm các môn số học, địa lý và lịch sử, trong khi cha của bà cũng hướng dẫn thêm cho bà về chính trị và triết học. Ngoài ra bà còn bổ túc thêm khoa học và văn học. Mỗi ngày bà đi học từ 8:20 đến 18:00, được giải lao ba lần. Không như người em trai bị áp đặt vào một nền giáo dục khắc nghiệt hơn nhiều, Victoria sớm bộc lộ năng khiếu và tính ham học hỏi của mình. Tuy nhiên, tính tình của bà lại khá cứng đầu.
Với mong muốn đưa con cái tránh xa cuộc sống triều đình, Nữ vương và phu quân  đã mua Osborne House thuộc Đảo Wight. Gần tòa nhà chính, Albrecht xây cho các con một ngôi nhà kiểu Thụy Sỹ với một nhà bếp nhỏ và xưởng mộc. Trong ngôi nhà này, các con của ông học được công việc thủ công và cuộc sống thực tế. Vương phu Albrecht đã tham gia rất tích cực vào việc giáo dục con cái. Ông theo dõi sự tiến bộ của các con qua từng ngày, và tự học một vài bài học cũng như dành thời gian chơi với họ. Victoria được mô tả là "thần tượng" phụ thân mình và thừa hưởng quan điểm chính trị thiên về tự do của ông.

## Lần đầu gặp Friedrich

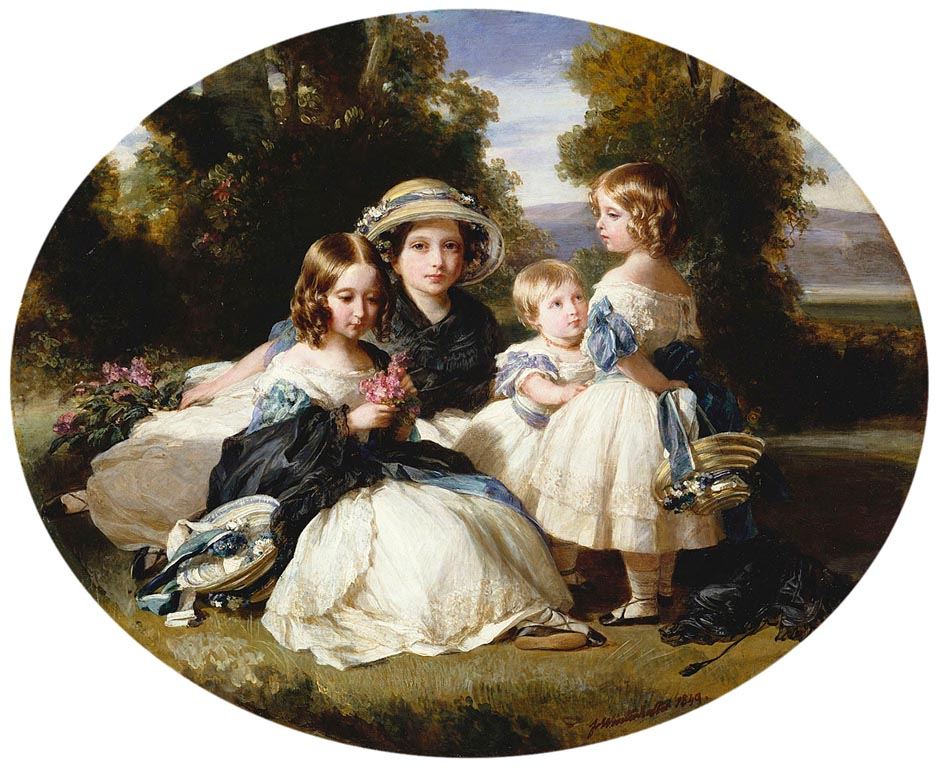
Victoria với các em gái Alice, Helena và Louise. Chân dung của Franz Xaver Winterhalter, 1849.

Trong Liên bang Đức, Vương thái đệ Wilhelm I của Phổ và vợ, Augusta của Sachsen-Weimar-Eisenach, là những người mà Victoria của Anh và Vương phu Albrecht muốn kết giao. Nữ vương cũng thường xuyên thư từ qua lại với người chị họ Augusta từ năm 1846. Cách mạng nổ ra ở Berlin năm 1848 đã tăng cường liên minh giữa hai vương quốc, bằng việc người thừa kế của Phổ đã đến tránh nạn trong triều đình Anh trong ba tháng.
Năm 1851, Wilhelm trở lại Luân Đôn cùng vợ và hai con (Friedrich và Luise) trong dịp Đại Triển Lãm. Đây là lần đầu tiên Victoria gặp phu quân tương lai, mặc dù khoảng cách tuổi tác khá nhiều (Vicky chỉ mới 11 tuổi trong khi Friedrich lên 19). Trong dịp triển lãm, họ có thiện cảm rất tốt với nhau. Để xúc tiến mối quan hệ giữa hai bên, vợ chồng Nữ vương Victoria đã yêu cầu con gái hướng dẫn Friedrich tham quan triển lãm, và khi đó Vương nữ đã giao tiếp bằng tiếng Đức một cách lưu loát, trong khi Vương tử Phổ chỉ có thể nói được vài từ tiếng Anh. Cuộc gặp gỡ diễn ra thành công, và năm sau, Vương tử Friedrich nhớ lại những ấn tượng tích cực mà Victoria đã tạo ra cho ông trong chuyến thăm này, với sự pha trộn giữa sự ngây thơ, sự bí ẩn, trí tuệ và sự đơn giản.
Mặc dù không tiếp xúc quá lâu với Victoria, Friedrich đã rất ấn tượng với vị vương nữ trong suốt 4 tuần ở Anh. Vương tử Phổ trình bày về tư tưởng tự do với Vương phu Albrecht. Friedrich cũng rất ấn tượng với mối quan hệ giữa các thành viên trong triều đình Anh. Tại Luân Đôn, cuộc sống cung đình không cứng nhắc và bảo thủ như ở Berlin, và quan hệ giữa Victoria và Albrecht với các con cũng rất khác cách mà Wilhelm và Augusta đối xử với ông.
Sau khi Friedrich trở về Đức, ông bắt đầu trao đổi thư từ thường xuyên với Victoria. Đằng sau tình bạn mới này là mong muốn của Victoria của Anh và chồng bà nhằm tạo ra một liên minh chặt chẽ với Phổ. Trong bức thư gửi người chú là Léopold I của Bỉ, Nữ vương đã bày tỏ mong muốn tác hợp cho con gái và Vương tử Phổ nên định xúc tác cho mối quan hệ giữa hai người được gần gũi hơn.

## Đính hôn và kết hôn

### Đính ước

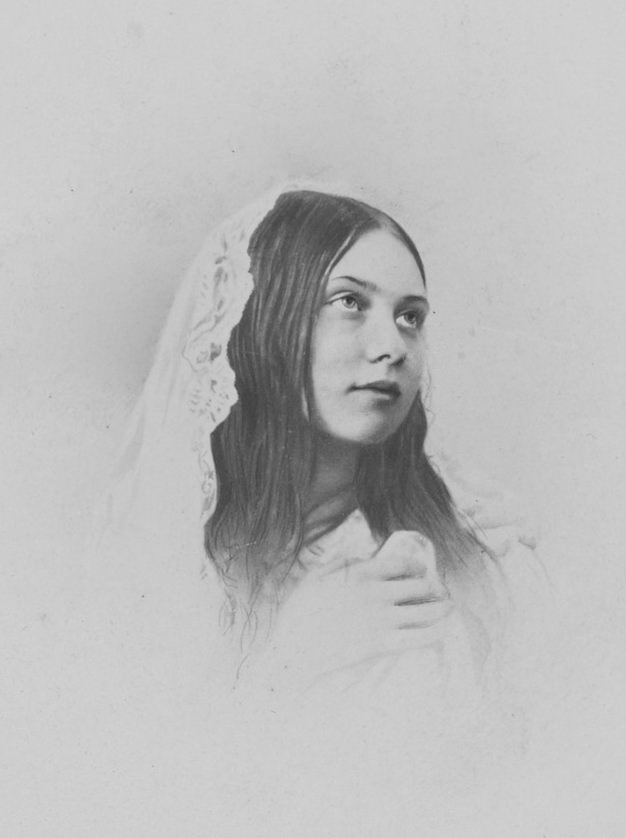
Vương nữ Victoria, khoảng năm 1855.

Vương tử Friedrich đã nhận được một nền giáo dục toàn diện và đặc biệt với những giảng viên như nhà văn Ernst Moritz Arndt và sử gia Friedrich Christoph Dahlmann. Theo truyền thống của Vương tộc Hohenzollern, ông cũng được huấn luyện quân sự khá bài bản.
Năm 1855, Vương tử lại có một chuyến thăm khác đến Anh để yết kiến Nữ vương và gia đình bà tại Lâu đài Balmoral thuộc Scotland. Mục đích của chuyến đi này là để gặp Vương nữ Victoria một lần nữa và đảm bảo chắc chắn về một hôn ước trong tương lai. Tại Berlin, có rất nhiều phản đối về chuyến công du Anh quốc này. Trên thực tế, nhiều thành viên Vương thất Phổ muốn người thừa kế kết hôn với một Nữ Đại vương công Nga. Quốc vương Friedrich Wilhelm IV dù đã đồng ý cho cháu trai của ông lấy một Vương nữ Anh, nhưng vẫn phải giữ bí mật việc chấp thuận này vì vợ ông là một người có tư tưởng bài Anh khá nặng.
Trong chuyến đi lần thứ hai của Friedrich, Vicky đã 15 tuổi. Cao hơn một chút so với mẫu thân, Vương nữ cao khoảng 1.50 m nhưng vẫn còn khá thấp so với tiêu chuẩn về chiều cao đương thời, vì vậy, Nữ vương lo sợ rằng vị Vương tử trẻ sẽ không còn cảm thấy hấp dẫn với con gái mình nữa. Tuy nhiên, sau bữa tối đầu tiên, Nữ vương và vương phu đã nhận ra những thiện cảm của hai người trẻ sau lần gặp đầu tiên năm 1851 vẫn còn rất sâu đậm. Trên thực tế, chỉ ba ngày ở trong triều đình Anh, Friedrich đã yêu cầu cha mẹ của Vicky cho phép lấy con gái họ. Bệ hạ rất vui mừng, nhưng chỉ chấp thuận với điều kiện là không kết hôn trước sinh nhật lần thứ mười bảy của Vicky.
Khi điều kiện được chấp nhận, hôn ước giữa vương nữ Victoria và vương tử Friedrich được công bố với công chúng vào ngày 17 tháng 5 năm 1856. Dư luận Anh không ủng hộ lắm đối với hôn ước này, họ phàn nàn về sự trung lập của Vương quốc Phổ trong Chiến tranh Krym những năm 1853-1856. The Times mô tả Vương tộc Hohenzollern là một "vương thất đốn mạt" theo đuổi chính sách ngoại giao không nhất quán và không đáng tin cậy, với việc duy trì ngai vàng phụ thuộc vào Nga. Báo chí cũng chỉ trích Friedrich Wilhelm IV khi không đáp ứng những quyền lợi chính trị cần phải trao cho người dân trong cuộc Cách mạng năm 1848. Về phía Bang liên Đức, có nhiều thái độ phản ứng đối với tuyên bố của cuộc hôn nhân: một số thành viên của gia đình Hohenzollern và những người bảo thủ chống lại nó, trong khi giới tự do hoan nghênh việc kết thông gia với vương thất Anh.

### Chuẩn bị cho vai trò ở Phổ
Vương phu Albrecht từ lâu đã ủng hộ cái gọi là "Kế hoạch Coburg" - ý tưởng về một nhà nước Phổ tự do có thể làm hình mẫu cho các thành bang khác noi theo trong quá trình Thống nhất nước Đức. Trong thời gian Thái đệ Wilhelm của Phổ ở Luân Đôn năm 1848, Albrecht từng thuyết phục ông tiến hành cải tổ chế độ quân chủ Phổ theo mô hình quân chủ lập hiến của Anh quốc. Tuy nhiên, vị Hoàng đế Đức trong tương lai này không tán thành, thay vào đó, vẫn giữ quan điểm bảo thủ.
Mong muốn biến con gái mình trở thành người đề xướng phong trào tự do hóa ở Đức, Albrecht đã tận dụng hai năm sau đính hôn giữa Victoria và Friedrich để cho con gái sự đào tạo toàn diện nhất có thể. Do đó, ông dạy cho Victoria lịch sử và chính trị châu Âu hiện đại, đồng thời viết cho Vương nữ nhiều bài tiểu luận về những sự kiện xảy ra ở Phổ quốc. Tuy nhiên, Vương phu đã đánh giá quá cao khả năng của phong trào cải cách tự do ở Đức vào thời điểm chỉ có một nhóm nhỏ tầng lớp trung lưu và tầng lớp trí thức trong Bang liên Đức có cùng quan điểm với ông. Do đó, Albrecht đã buộc con gái vào một nhiệm vụ cực kì khó khăn, đặc biệt là phải đối mặt với nhà Hohenzollern hiếu chiến và bảo thủ.

### Vấn đề kết hôn ở quê nhà
Để làm của hồi môn cho Vương nữ Victoria, Nghị viện Anh đã chi tổng cộng 40,000 bảng Anh và cũng cho bà khoản trợ cấp 8,000 bảng một năm. Trong khi đó, ở Berlin, Friedrich Wilhelm IV cũng cung cấp một khoản trợ cấp 9,000 thaler hằng năm cho cháu trai Friedrich. Thu nhập dành cho người đứng thứ hai trong danh sách kế ngôi vua Phổ cũng chẳng đủ để trang trải cho cuộc sống xa hoa của ông và vợ tương lai. Trong suốt cuộc hôn nhân, Vicky duy trì sinh hoạt gia đình chủ yếu nhờ vào tài sản nhà mẹ.

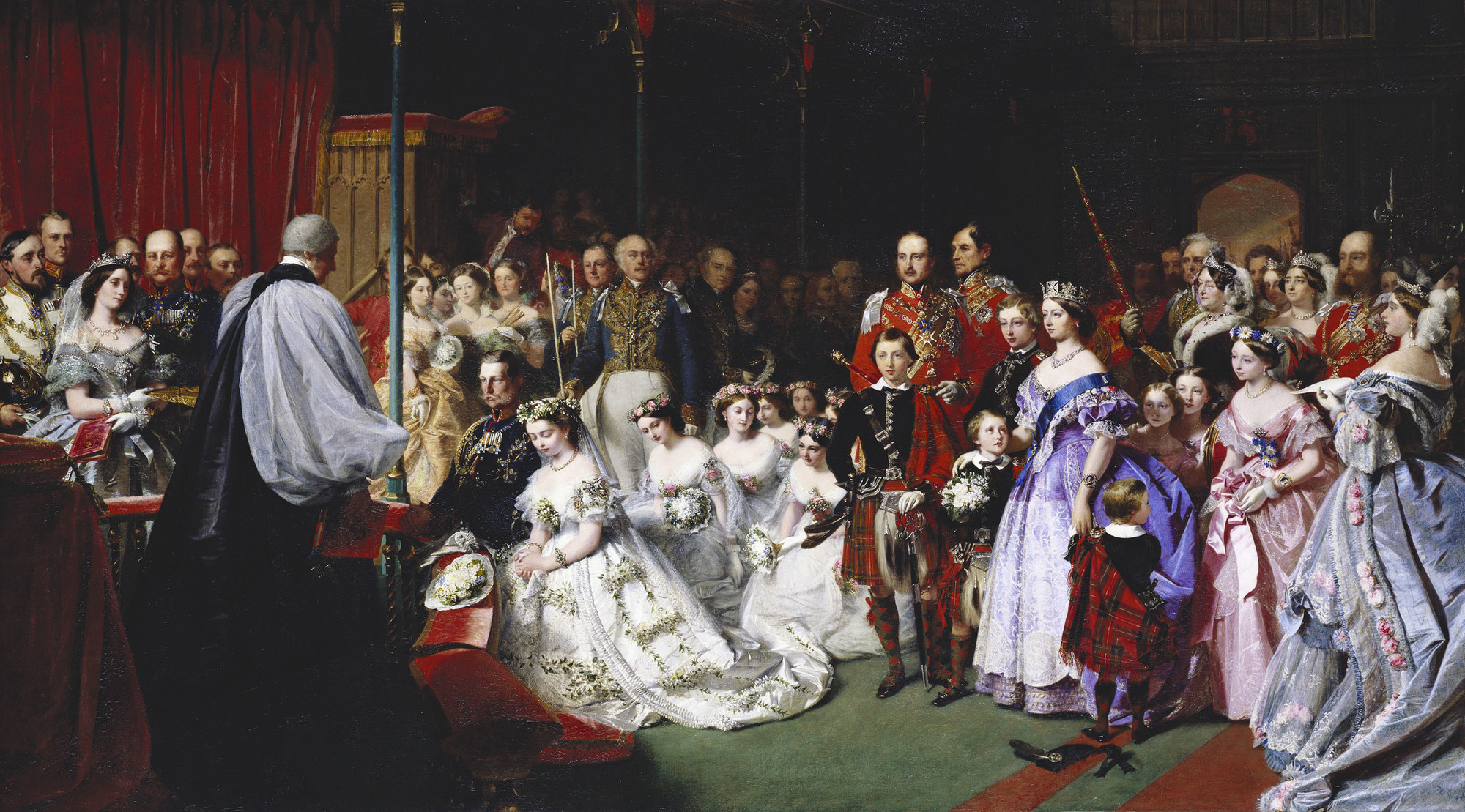
Hôn lễ của Victoria, Vương nữ Vương thất, họa phẩm của John Phillip.

Đại điện nhà trai là Vương hậu Elisabeth và Vương Thái đệ phi Augusta, bác dâu và mẹ của chú rể. Họ tuyển mộ người phục vụ cho cặp đôi bằng những người từng phục vụ trong triều đình một thời gian dài và lớn tuổi hơn nhiều so với Victoria và Friedrich. Vương tế Albrecht do đó yêu cầu nhà Hohenzollern rằng con gái ông phải được phép giữ lại ít nhất hai tì nữ người Anh cùng tuổi với bà. Yêu cầu không hoàn toàn bị bác bỏ, nhưng theo thỏa thuận, Victoria nhận hai tì nữ người Đức: Nữ Bá tước Walburga von Hohenthal và Marie zu Lynar. Tuy nhiên, Vương tế đã phần nào thành công khi sắp xếp Ernst Alfred Christian von Stockmar, con trai của Nam tước von Stockmar - bạn ông - làm thư kí riêng cho con gái.
Tin tưởng rằng cuộc hôn nhân giữa người kế vị tương lai và một nàng Vương nữ Anh sẽ được Vương tộc Hohenzollern coi như là một vinh dự, Vương phu Albrecht khăng khăng đòi con gái ông được giữ lại danh hiệu Vương nữ Vương thất sau đám cưới. Tuy nhiên, do những quan điểm chống Anh và thân Nga của chính quyền Berlin, quyết định của ông chỉ làm trầm trọng thêm tình hình.
Câu hỏi về địa điểm tổ chức lễ cưới đã dẫn đến sự tranh cãi gay gắt. Về phía nhà Hohenzollern, dường như họ cho rằng lễ cưới của vị vua tương lai phải được tổ chức tại Berlin. Tuy nhiên, Victoria của Anh nhấn mạnh rằng con gái bà phải kết hôn ở Anh, và cuối cùng, bà giành chiến thắng. Đám cưới của Victoria và Friedrich diễn ra tại Nhà nguyện Vương thất thuộc Cung điện Thánh James, Luân Đôn vào ngày 25 tháng 1 năm 1858.

## Vương phi nước Phổ

### Những sự chỉ trích
Victoria dời đến Berlin nhưng vẫn rất thường xuyên trao đổi thư từ qua lại với nhà mẹ. Mỗi tuần, bà viết một lá thư cho mẹ và bàn luận về những sự kiện chính trị diễn ra ở Đức. Phần lớn những lá thư này vẫn còn được bảo tồn đến ngày nay và trở thành một nguồn thông tin có giá trị về nội bộ triều đình Phổ quốc.
Tuy nhiên, những lá thư này cũng cho thấy rằng Nữ vương Victoria muốn điều khiển mọi hành động của con gái. Bà yêu cầu Vương nữ phải đối xử bình đẳng giữa hai đất nước: quê hương và nhà chồng. Nhưng điều này dường như là không thể, và rất nhiều sự kiện xảy ra khiến Victoria gặp nhiều rắc rối. Ví dụ, khi một người bà con xa của cả vương thất Anh và Phổ qua đời, triều đình Luân Đôn để tang một tháng, trong khi ở triều đình Berlin thì chỉ một tuần. Vương nữ Victoria phải tuân theo quy chế của nhà Hohenzollern, nhưng điều đó khiến mẹ bà không vừa ý. Nữ vương cho rằng, với thân phận là Vương nữ Vương thất, Victoria phải tuân theo phong tục của nước Anh.
Lo ngại rằng những lời trách mắng của mẫu thân sẽ gây ảnh hưởng đến tâm lý của Vương nữ, Nam tước von Stockmar đề nghị Vương phu Albrecht thuyết phục Nữ vương xem xét lại những yêu cầu của mình. Tuy nhiên, Nam tước không thể làm được gì trước sự công kích của hai phe bài Anh và thân Nga trong triều đình Berlin. Trong thế kỉ XIX, Nga và Anh không chỉ là những đối thủ tranh giành nhau những thuộc địa béo bở ở châu Á mà còn đối lập nhau về chế độ và tư tưởng chính trị. Nhiều người đương thời cho rằng cuộc chiến cuối cùng giữa nước Anh tự do và nước Nga chuyên chế sẽ quyết định tương lai của cả thế giới. Ở Phổ, phái Junkers nhận thấy rằng trật tự xã hội Phổ hiện nay khá giống với Đế quốc Nga, do đó rất hiềm khích với Vương quốc Anh. Vương nữ Victoria thường bị tổn thương bởi những lời bàn tán không mấy thiện ý trong gia đình Hohenzollern.
Như một nhà làm vườn chuyên nghiệp, Vicky cố gắng giới thiệu mô hình vườn hoa của Anh với đất nước Phổ, do đó dẫn tới "Chiến tranh vườn Anh-Phổ" trong nội bộ triều đình từ năm 1858 nhằm chống lại nỗ lực thay đổi kết cấu khu vườn ở Cung điện Sanssouci theo phong cách Anh hóa. Kiểu dáng kiến trúc khu vườn kiểu Anh được cho là giản dị, ít phô trương, trái ngược với triều đình Phổ ưa chuộng phong cách Ý. Vì vậy, họ chống lại ý tưởng tạo ra một khu vườn theo kiểu Anh của bà.

### Vai trò trong triều
Làm dâu triều đình Phổ khi chỉ mới 17 tuổi, Victoria phải làm những công việc tẻ nhạt. Vào mỗi tối, bà phải có mặt trong bữa cơm, đi xem nhạc kịch hay tham dự những sự kiện công cộng. Khi có người họ hàng của nhà Hohenzollerns có mặt ở Berlin hay Potsdam, bà phải làm việc cực lực hơn. Đôi khi Victoria buộc phải đón khách tại nhà ga vương thất lúc 7 giờ sáng và phải dự các buổi tiệc đến nửa đêm.
Ngay sau ngày Victoria đến Berlin, Quốc vương Friedrich Wilhelm IV đã trao cho Friedrich và người vợ trẻ một ngôi nhà cũ thuộc Cung điện Vương thất Berlin. Ngôi nhà rất thiếu tiện nghi và thậm chí không có bồn tắm. Hai người dời đến Kronprinzenpalais vào tháng 11 năm 1858. Mùa hè, họ sống ở Neues Palais.

### Sinh con đầu lòng

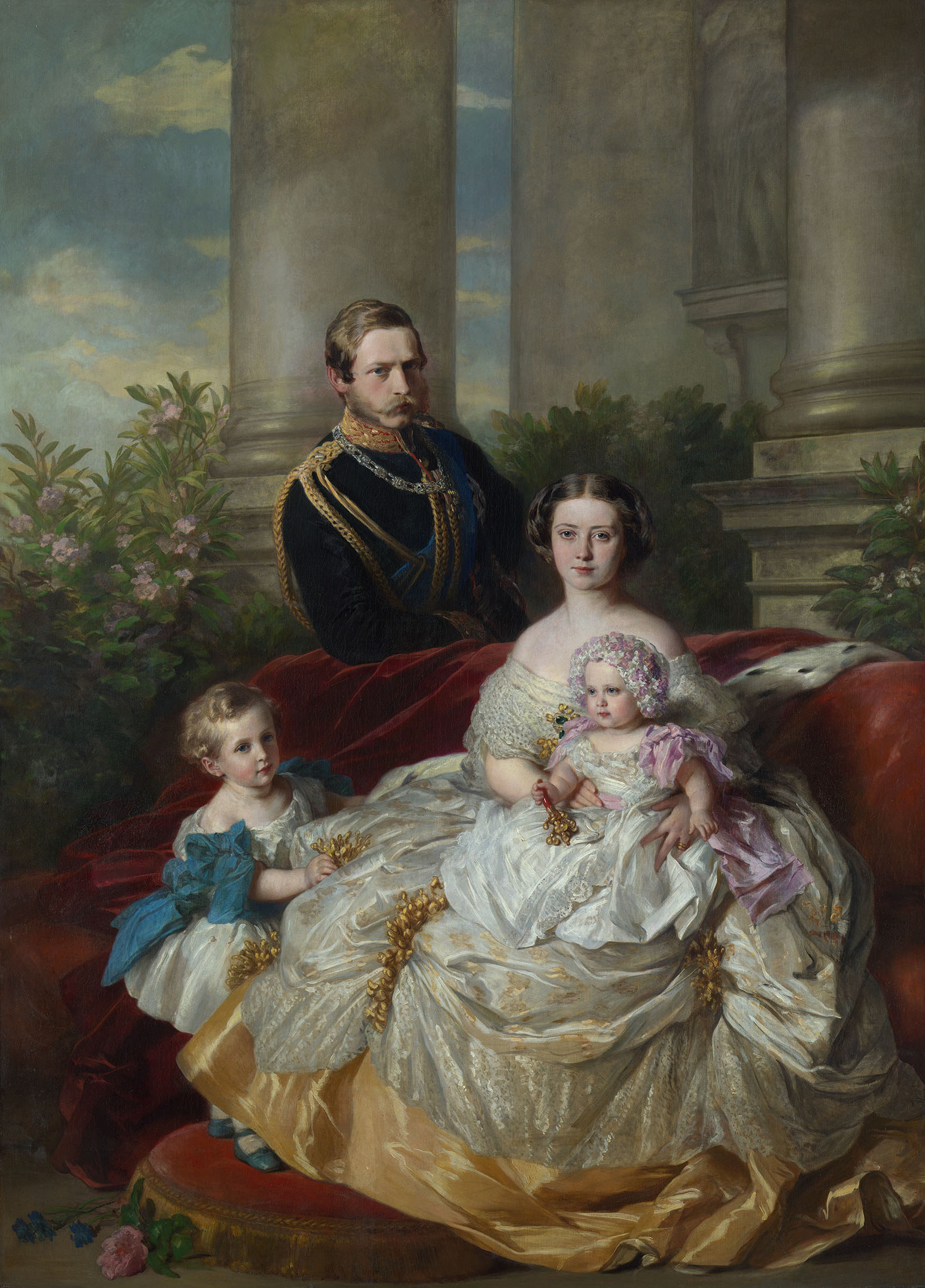
Vương tử Friedrich Wilhelm của Phổ cùng vợ và hai con lớn, Vương tôn Wilhelm và Vương tôn nữ Charlotte. Họa phẩm của Franz Xaver Winterhalter, 1862.

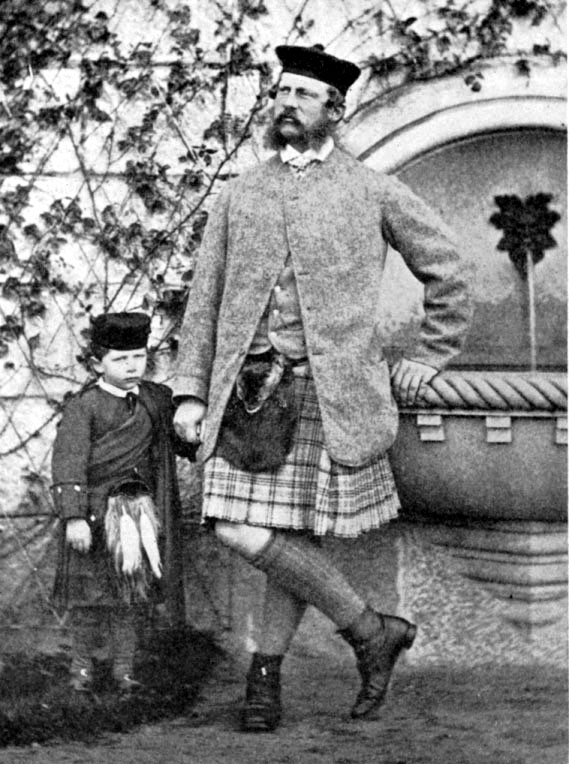
Vương tử Phổ Friedrich Wilhelm cùng con trai Vương tôn Wilhelm. Ảnh chụp bởi Schloss Balmoral, 1863.

Hơn một năm sau đám cưới, ngày 27 tháng 1 năm 1859, Victoria hạ sinh người con đầu tiên, vị hoàng đế Đức tương lai, Wilhelm II. Việc đỡ đẻ thực sự phức tạp: Người có trách nhiệm thông báo cho các bác sĩ khi bà bắt đầu trở dạ đã làm việc chậm trễ. Không chỉ vậy, các bác sĩ đã tỏ ra do dự khi khám mạch cho vương phi, lúc đó chỉ mặc một chiếc áo nỉ ngủ. Đứa bé bị lộn ngược, và sự chần chừ đó rất dễ dẫn đến cái chết cho cả mẹ lẫn con.
Cuối cùng, các bác sĩ đã có thể cứu được cả hai. Tuy nhiên, đứa trẻ bị tổn thương dây thần kinh ở cánh tay. Do đó, khi vị Vương tôn lớn lên, cánh tay ấy phát triển không bình thường, vào lúc trưởng thành, tay trái của Wilhelm ngắn đi tới 15 cm so với tay phải. Ngoài ra, có những suy đoán rằng việc Victoria phải làm việc cực lực đã khiến thai nhi bị ảnh hưởng, gây ra nhiều vấn đề thần kinh về sau này.
Các bác sĩ cố gắng trấn an Victoria và Friedrich, khẳng định không có gì đáng lo ngại, đứa bé sẽ phục hồi bình thường. Vì vậy, cặp đôi chọn cách không thông báo tình trạng của Wilhelm với Vương thất Anh. Tuy nhiên, sau một tuần, rõ ràng cánh tay của đứa trẻ không lành lại, Victoria quyết định báo tin buồn này cho song thân biết. May mắn cho Victoria, bà hạ sinh đứa con thứ hai, Charlotte, chào đời ngày 24 tháng 7 năm 1860, mà không gặp khó khăn gì.

## Thái tử phi Phổ quốc

### Những khó khăn mới
Ngày 2 tháng 1 năm 1861, Friedrich Wilhelm IV không có con nối dõi, vì vậy Vương thái đệ (nhiếp chính từ 1858) kế vị ngai vàng, xưng là Wilhelm I. Friedrich được tấn phong làm Thái tử nhưng vị thế của ông trong triều cũng không được nâng lên bao nhiêu: phụ thân ông từ chối tăng tiền phụ cấp, do đó Thái tử phi Victoria vẫn tiếp tục dùng đến trợ cấp riêng của mình để trang trải cho cuộc sống gia đình. Trong một bức thư gửi cho Nam tước Storkmar, Vương phu Albrecht đã phàn nàn về việc này:
Theo ta, rõ ràng là có một người nào không vừa ý với sự độc lập tài chính của con gái ta... [Con bé] không nhận được một đồng pfennig từ phía Phổ, mà còn bị phỉ báng, lại phải dùng tiền hồi môn, những việc đó đáng lẽ không nên có. Nếu họ từ chối cấp tiền cho vị Thái tử nghèo vì anh ta có một "cô vợ giàu", rõ ràng họ muốn làm cô ấy nghèo đi.

Ngoài các hạn chế về tài chính, Friedrich và Victoria cũng gặp nhiều vấn đề khác. Là Hoàng thái tử, Friedrich không được phép rời khỏi Phổ quốc nếu không được Nhà vua cho phép. Có tin đồn rằng điều luật này nhằm hạn chế vị Thái tử phi về thăm nhà mẹ. Khi lên ngôi, Wilhelm I nhận được bức thư từ vương tế Albrecht, trong đó Vương phu ngầm hỏi rằng hiến pháp Phổ có là một hình mẫu cho các thành bang ở Đức. Tuy nhiên, lá thư này đã làm tăng sự oán giận của Nhà vua đối với Albrecht, Friedrich và Victoria. Họ đều mang tư tưởng tự do trái ngược với Wilhem I.

### Để tang cha và khủng hoảng chính trị

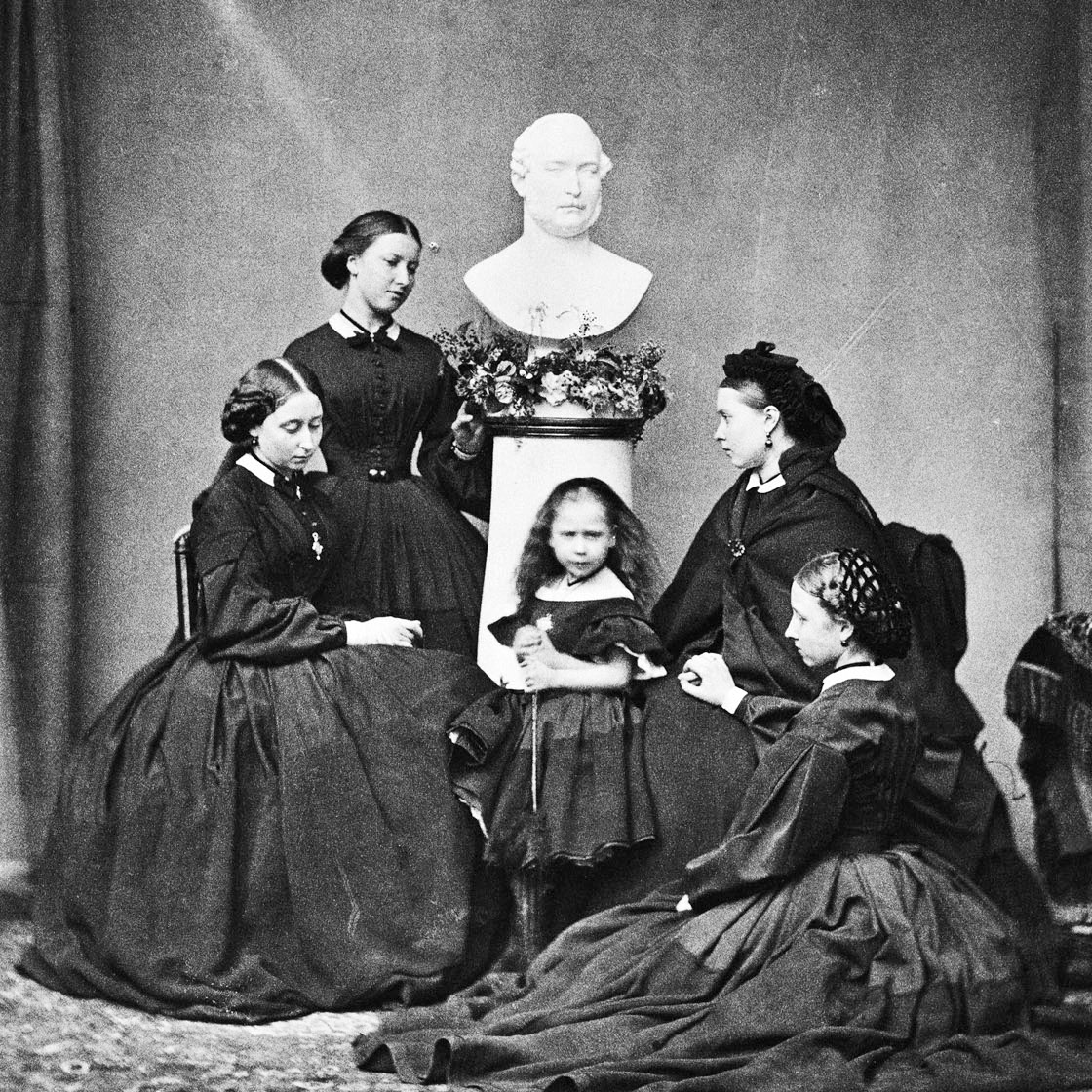
Thái tử phi của Phổ cùng các em gái đang để tang bố, tháng 3 1862.

Ngày 14 tháng 12 năm 1861, Vương phu Albrecht qua đời vì bệnh thương hàn. Rất thân thiết với cha, Victoria thực sự kinh hoàng bởi tin tức này. Bà cùng chồng đến Anh dự đám tang.
Không lâu sau sự kiện đó, Friedrich và Victoria, vẫn trong thời gian để tang, phải đối diện với cuộc khủng hoảng chính trị đầu tiên dưới thời Wilhelm I mà không có chuẩn bị từ trước. Wilhelm I cho rằng cải cách quân đội có tầm quan trọng rất lớn nhưng Nghị viện từ chối trao tiền cho Nhà vua khi ông có kế hoạch cải tổ quân đội. Vì vậy, Wilhelm I quyết định giải tán Nghị viện vào ngày 11 tháng 3 năm 1862, dẫn đến cuộc khủng hoảng hiến pháp. Ở đỉnh cao xung đột giữa vương quyền và Nghị viện, hoàng đế đe dọa thoái vị để gây sức ép.
Victoria cố gắng thuyết phục chồng cứ để mặc cho Vua Wilhelm I thoái vị. Tuy nhiên, thái tử không đồng ý mà ủng hộ phụ thân, cho rằng cha ông sẽ đứng vững trước phe Nghị viện. Đối với Friedrich, vị quốc vương thoái vị sau tranh chấp với Nghị viện sẽ tạo ra tiền lệ nguy hiểm và làm suy yếu địa vị của người thừa kế. Friedrich cũng cho rằng nếu ông ủng hộ Nhà vua thoái vị thì không đúng với nghĩa vụ của một người con trai đối với cha.
Cuối cùng, Wilhelm I chọn cách không thoái vị và bổ nhiệm Bá tước Otto von Bismarck làm Thủ tướng vào ngày 22 tháng 9. Bismarck là lãnh đạo Đảng Bảo thủ, thâu tóm quyền lực với tư tưởng chuyên chế không quan tâm tới đa số Nghị viện. Nhà vua hài lòng với tình hình này, nhưng vợ ông, Hoàng hậu Augusta, cùng con trai và con dâu - những người mang tư tưởng tự do chỉ trích quyết liệt. Tuy nhiên, Bismarck vẫn là người đứng đầu chính phủ Phổ và sau đó là chính phủ Đức cho đến năm 1890 và góp phần lớn làm cô lập vợ chồng thái tử.

### Ngày càng bị cô lập
Sau sự kiện khủng hoảng hiến pháp, căng thẳng giữa phe Tự do và Bảo thủ ở Berlin lên tới đỉnh điểm. Vợ chồng Thái tử bị nghi ngờ đứng sau phe Tự do chống lại nhà vua nên bị chỉ trích dữ đội. Khi họ ngồi trên du thuyền của Victoria của Anh để đến công du Địa Trung Hải vào tháng 10 năm 1862, phe Bảo thủ cáo buộc Friedrich bỏ rơi phụ thân trong đỉnh điểm khủng hoảng chính trị. Họ nhấn mạnh rằng Thái tử đã ngồi trên tàu chiến của người Anh.
Sau khi Vương thất Anh công bố về hôn sự giữa em trai Thái tử phi là Thân vương xứ Wales với Vương nữ Alexandra của Đan Mạch, trưởng nữ của Quốc vương Christian IX của Đan Mạch - quốc gia kình địch với Phổ, địa vị của Victoria trong triều đình Berlin càng xuống dốc. Công chúng Đức cho rằng Thái tử phi ngầm xúc tiến cho cuộc liên minh giữa Đan Mạch với Anh.

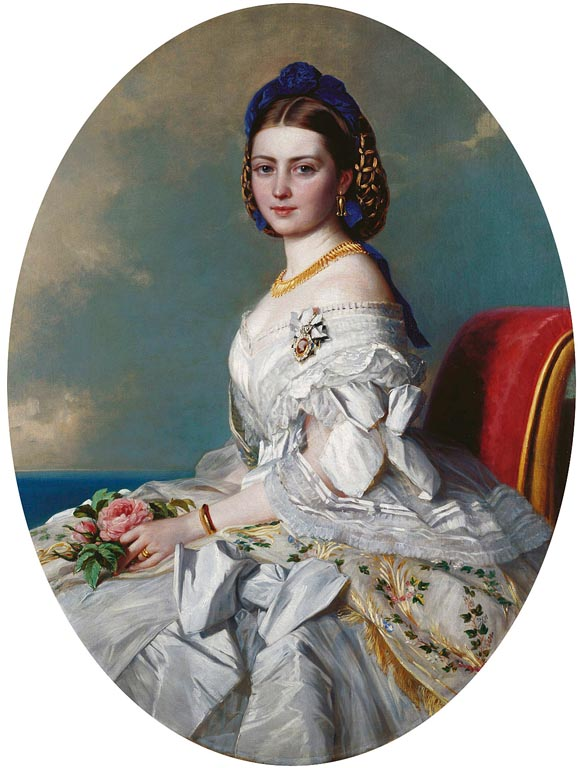
Victoria, Thái tử phi của Phổ. Họa phẩm của Albert Gräfle, 1863.

Về phía Friedrich, ông đã gây ra một vụ lộn xộn sau khi công khai chỉ trích chính sách của phụ thân cùng Bismarck. Trong chuyến thăm chính thức đến Gdańsk, Thái tử công khai phản đối sự kiện vào ngày 1 tháng 6 năm 1863, Thủ tướng hạ lệnh cấm xuất bản một tờ báo mà ông ta cho là có nội dung phản động, Tức giận với bài phát biểu của cậu quý tử, Wilhelm I khiển trách anh ta nặng nề và đe dọa cách chức hết mọi chức vụ quân sự, thậm chí là phế truất Friedrich khỏi ngôi Thái tử. Phe Bảo thủ gây áp lực khắp triều, họ đòi hỏi có hình phạt chính đáng, một số người hùa theo yêu cầu của Vương tử Karl cùng tướng Edwin von Manteuffel rằng Friedrich nên bị đưa ra xét xử tại tòa án.

Đương nhiên, Victoria không tránh khỏi những chỉ trích của phe Bảo thủ. Trên thực tế, nhiều người đã nghi ngờ bà đứng đằng sau những lời phát biểu của chồng ở Gdańsk. Dù bị phê phán ở Đức nhưng hành động này rất được phía Anh ca ngợi. The Times viết: 
"Thật khó có thể tưởng tượng được vai trò đầy thách thức của Thái tử và vợ ông, họ không có cố vấn, ở trong một vương tộc hèn nhát, nội các bất đồng và sự phẫn nộ của dân chúng."

Việc báo chí Anh ủng hộ cặp đôi gây ra một số vấn đề mới cho Friedrich và Victoria. Báo chí đăng tải thông tin bí mật của triều đình Phổ mà Vicky đã tiết lộ ra, do đó, các nhà chức trách đã mở một cuộc điều tra. Vì áp lực, Thư kí riêng của Thái tử phi, Nam tước von Stockmar, phải từ chức.

### Chiến tranh Phổ - Đan Mạch

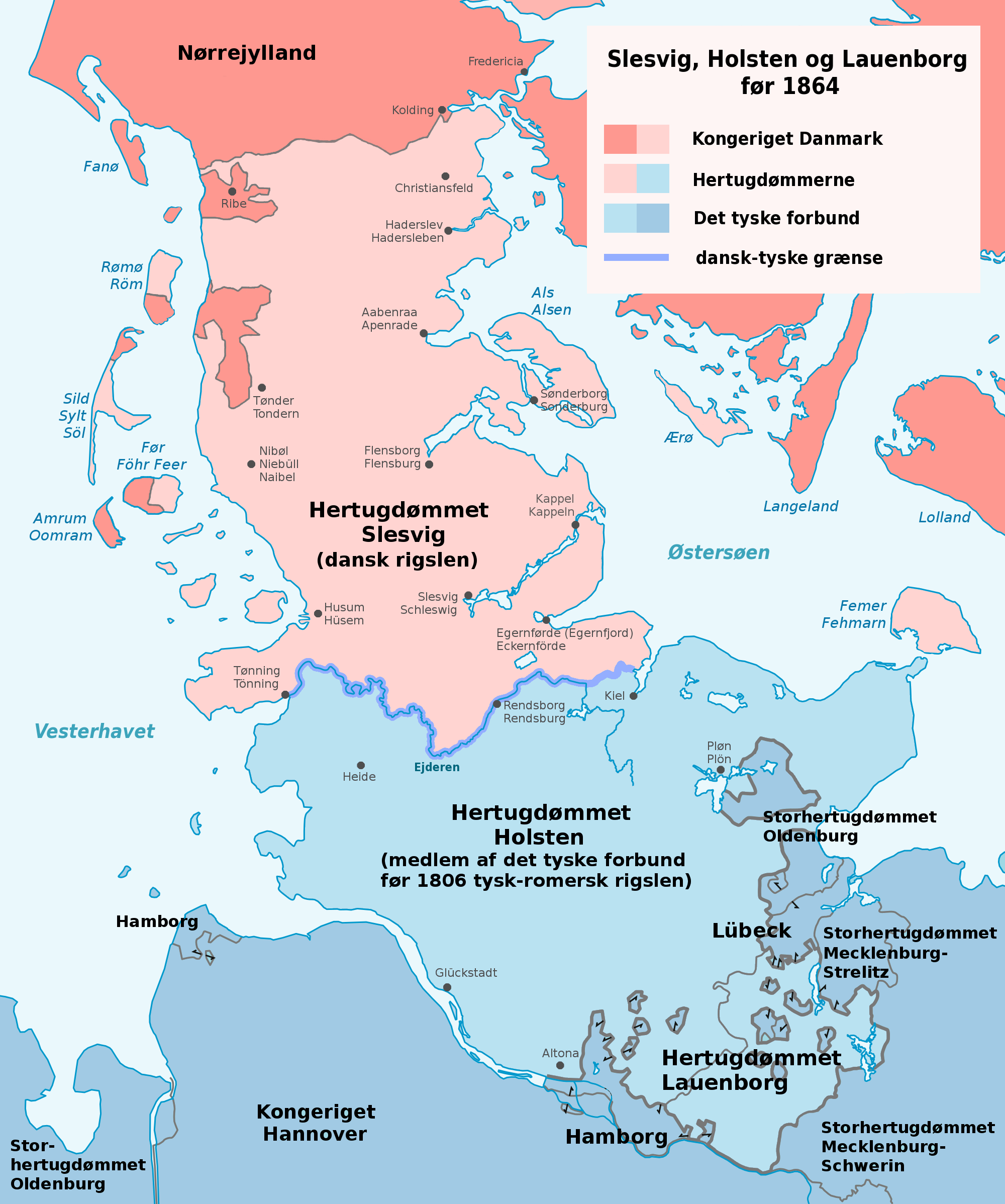
Hai công quốc Schleswig, Holstein và Lauenburg năm 1864.

Trên trường quốc tế, Thủ tướng Bismarck có kế hoạch thống nhất Đức dưới sự thống trị của người Phổ. Kế hoạch của ông ta là loại bỏ ảnh hưởng của Áo lên các thành bang Đức và thiết lập quyền cai trị của người Phổ. Để bắt đầu thực hiện kế hoạch, Bismarck tiến hành Chiến tranh Schleswig lần thứ hai chống Đan Mạch năm 1864. Tuy nhiên, lần này Thủ tướng lại lập liên quân với Áo.
Mặc dù có quan hệ thông gia với phía Copenhagen, chính phủ Anh từ chối tham dự vào cuộc chiến giữa Đức và Đan Mạch. Điều này có tầm quan trọng nhất định đối với vương thất, đang bị chia rẽ sâu sắc. Ngoài ra, ở Berlin nhiều người nghi ngờ vị Thái tử phi không vui khi quân Phổ chiến thắng trước đất nước của cô em dâu Alexandra.
Bất chấp những lời chỉ trích và ngờ vực, Victỏiia ủng hộ quân Đức. Theo dẫn chứng của Florence Nightingale, người đã giúp cải thiện dịch vụ chăm sóc y tế của binh lính Anh trong Chiến tranh Crimean, Thái tử phi đã trợ giúp, hỗ trợ cho những thương binh. Trong ngày sinh thần của Wilhelm I, Victoria, cùng với chồng, lập ra một quỹ xã hội để quyên góp cho những quân sĩ thiệt mạng hoặc bị thương.
Trong cuộc chiến, Friedrich có tham chiến dưới trướng của Tướng quân Friedrich von Wrangel. Ông thể hiện lòng dũng cảm của mình trong Trận Dybbøl (7–18 tháng 4, 1864), trận chiến quyết định chiến thắng của liên quân Áo-Phổ trước người Đan Mạch. Vui mừng trước chiến thắng của người Đức, Victoria hi vọng thành tích của chồng sẽ khiến mọi người hiểu rằng bà là vợ của người kế vị ngai vàng. Trong bức thư gửi Friedrich, bà phàn nàn về những lời chỉ trích liên tục ở Phổ, coi bà quá thân Anh và phía Anh cũng cho bà quá thân Phổ.
Sau khi chiến thắng Đan Mạch, Hiệp ước Viên (kí ngày 30 tháng 10 năm 1864) quy định rằng Các công quốc Schleswig, Holstein và Lauenburg được hai nước Áo - Phổ chia nhau. Tuy nhiên, sự phân chia không đồng đều dẫn đến xung đột giữa Viên và Berlin.

### Chiến tranh Áo - Phổ
Sau chiến tranh Schleswig, Đức trải qua một thời kì hòa bình ngắn ngủi. Theo Công ước Gastein, được hai phía Áo-Phổ kí ngày 14 tháng 8 năm 1865, đặt các tỉnh cũ của Đan Mạch dưới sự kiểm soát của cả hai nước. Tuy nhiên, mâu thuẫn về việc chia đất nhanh chóng dẫn đến mâu thuẫn giữa hai cựu đồng minh. Ngày 9 tháng 6 năm 1866, Phổ chiếm Holstein, vốn do Áo quản lý. Trong khi đó, Vienna đề xuất trước Quốc hội Frankfurt vận động các thành bang cùng kháng Phổ, sự kiện diễn ra vào ngày 14 tháng 6.
Lấy cớ Áo tự ý động binh, Phổ tuyên bố giải thể Bang liên Đức và xua quân xâm chiếm Sachsen, Hannover và Hessen-Kassel, mở ra cái gọi là Chiến tranh Áo – Phổ. Trong trận Königgrätz (3 tháng 7 năm 1866), có sự tham gia của Thái tử Friedrich, Áo thất bại nặng nề và buộc phải đầu hàng. Cuối cùng, với Hòa nghị Prague (23 tháng 8 năm 1866), Áo rút khỏi Liên minh Đức. Schleswig-Holstein, Hanover, Hessen-Kassel, và Công quốc Nassau cùng Thành phố Frankfurt sáp nhập vào Phổ.
Không lâu sau chiến thắng của Phổ tại Königgrätz, Bismarck yêu cầu Quốc hội chi một số tiền đáng kể cho quân đội, gây ra một cuộc tranh cãi giữa các nghị sĩ. Friedrich ủng hộ sự thành lập Liên bang Bắc Đức, gồm Phổ và một số thành bang Đức khác, vì ông thấy rằng đó là bước đầu tiên hướng tới thống nhất nước Đức. Tuy nhiên, Liên bang không chấp nhận những ý tưởng tự do của Thái tử. Mặc dù do dân bầu, Reichstag không có quyền hạn như Nghị viện. Ngoài ra, các lãnh chúa địa phương quan tâm đến việc duy trì quyền lực của họ, và hiến pháp mới của Đức đã trao nhiều quyền lực cho Thủ tướng Bismarck. Không hăng hái như chồng, Victoria nhận thấy Liên bang Bắc Đức như một sự mở rộng hệ thống chính trị của Phổ mà bà ghét. Tuy nhiên, bà vẫn hy vọng rằng tình trạng này là tạm thời và rằng một nước Đức đoàn kết và tự do sẽ là hiện thực trong tương lai.

### Cuộc sống gia đình

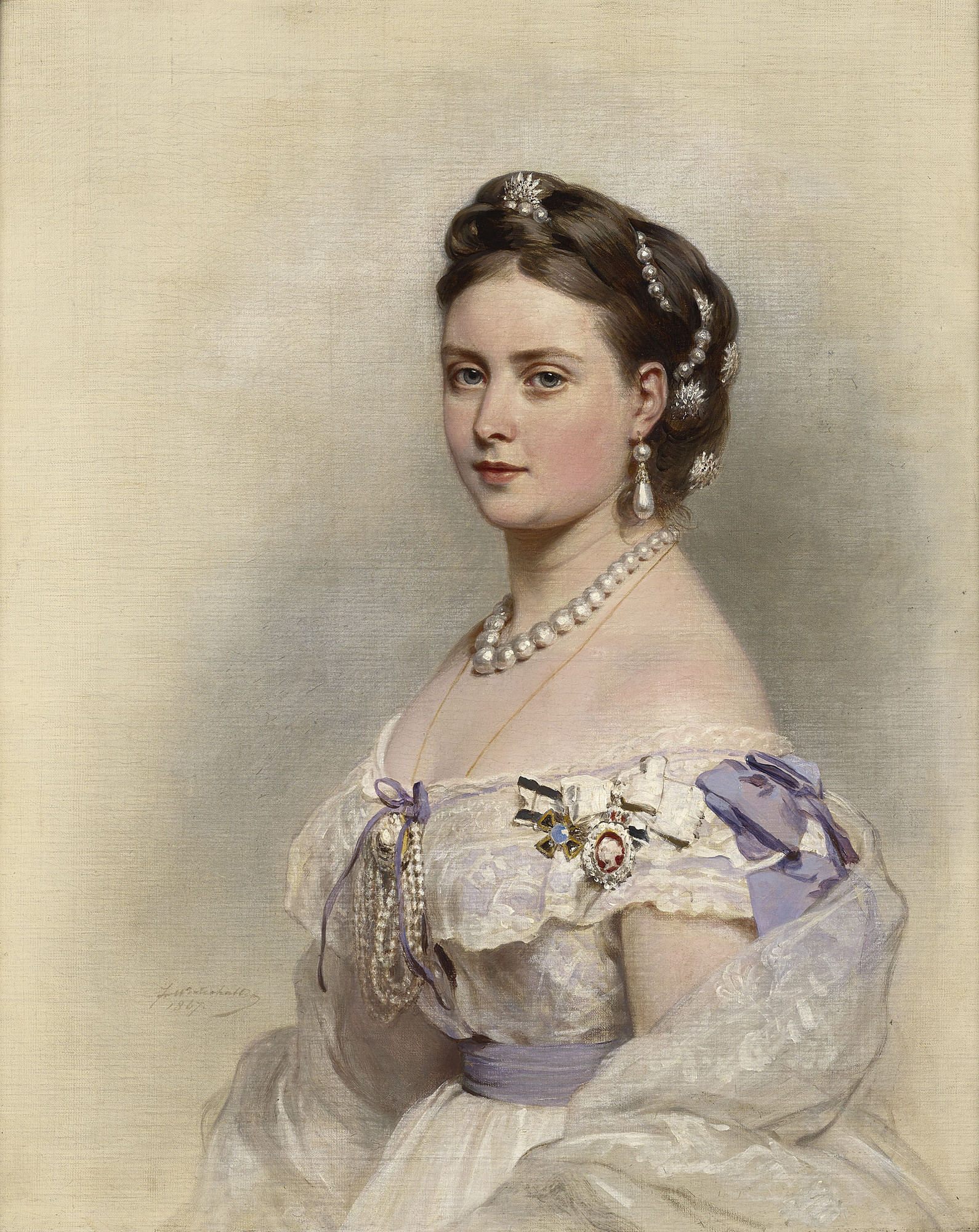
Victoria, Vương nữ Vương thất, năm 1867. Họa phẩm của Franz Xaver Winterhalter

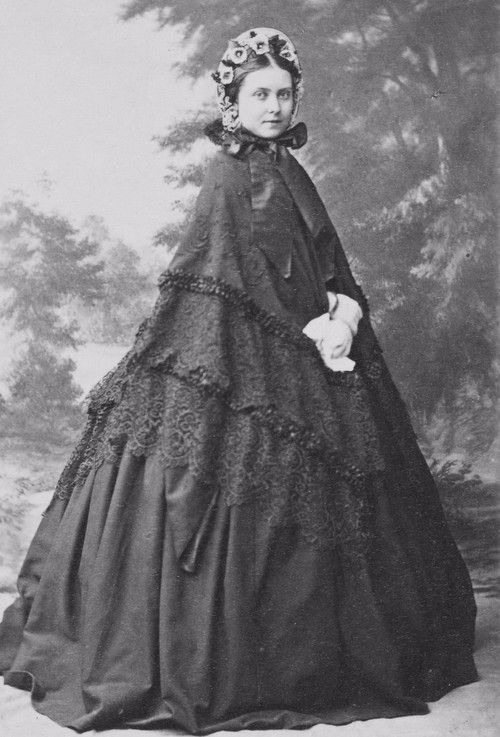
Victoria - Thái tử phi của Phổ, chụp vào những năm 1860

Giữa lúc chiến tranh Áo - Phổ diễn ra, Victoria và Friedrich nhận được tin buồn. Vương tôn Sigismund - đứa con thứ tư - bị viêm màng não mà chết khi mới 21 tháng tuổi vào ngày 18 tháng 6 năm 1866, chỉ mấy ngày trước Trận Königgrätz. Bi kịch khiến Thái tử phi đau buồn, dù vậy bà không nhận được sự thông cảm từ cả mẹ đẻ lẫn mẹ chồng. Hoàng hậu Augusta yêu cầu con dâu nhanh chóng thực hiện những nhiệm vụ của mình thay vì ngồi khóc một mình. Nữ vương Victoria, vẫn đang sống ẩn dật sau cái chết của Vương phu Albrecht, không hiểu được cảm xúc của con gái và cho rằng mất con không đáng kể gì so với mất chồng. Sau khi hòa bình lặp lại ở Đức, Thái tử liên tục được cử đi sứ các nước. Trong những chuyến đi đó, Victoria hiếm khi đi theo chồng do khó khăn tài chính buộc họ phải tiết kiệm chi tiêu đến mức tối thiểu. Mặt khác, Thái tử phi không muốn xa các con quá lâu. Sau khi Sigismund chết, vợ chồng bà tiếp tục có thêm 4 đứa con khác từ 1866 đến 1872. Trong khi các con lớn (Wilhelm, Charlotte và Heinrich) lần lượt phải giao cho chính phủ nuôi dưỡng, những đứa con nhỏ (Sigismund, Viktoria, Waldemar, Sophie và Margarethe) được đích thân Victoria nuôi dưỡng.
Ở Berlin, những khó khăn vẫn liên tục đến với Victoria, và quan hệ giữa bà với Hoàng hậu Augusta - người cũng mang tư tưởng tự do - vẫn căng thẳng. Bất kì hành động nào của Thái tử phi cũng trở thành cái cớ để mẹ chồng chỉ trích, ví dụ như khi bà chọn dùng xe bốn bánh hai mui thay vì xe ngựa bốn bánh theo truyền thống. Mâu thuẫn giữa hai người phụ nữ lên tới đỉnh điểm khiến Nữ vương Victoria buộc phải đứng ra viết thư cho Wilhelm I để bênh vực con mình.

### Chiến tranh Pháp - Phổ
Ngày 19 tháng 7 năm 1870 nổ ra Chiến tranh Pháp–Phổ; kết quả cuộc chiến này là sự chấm dứt của Đệ nhị Đế chế Pháp. Cũng giống như các cuộc chiến trước với Đan Mạch và Áo, Friedrich tham gia tích cực vào chiến tranh chống Pháp. Ông được lãnh quyền chỉ huy Tập đoàn quân số 3, gồm các đơn vị quân đội Phổ và các bang miền Nam Đức, có vai trò quyết định trong các trận chiến ở Wissembourg (4 tháng 8 năm 1870) và Wœrth (6 tháng 8 năm 1870), và cũng có đóng góp lớn trong Trận Sedan (1 tháng 9 năm 1870) khi quân Phổ lập vòng vây Paris. Ghen tức với những thành tích quân sự của thái tử, Bismarck tìm cách làm suy yếu uy tín của Friedrich. Thủ tướng lấy cớ sự xuất hiện của quân đoàn số 3 ở Paris là Thái tử đang cố gắng bảo vệ Pháp dưới áp lực của mẹ và vợ ông. Trong một bữa ăn dạ tiệc chính thức, Bismarck đã buộc tội Hoàng hậu và Thái tử phi, sự việc báo chí đã sớm biết đến.
Sự quan tấm của Victoria dành cho những người lính bị thương không có ảnh hưởng lớn đến ngôn luận Đức. Ở Hamburg Thái tử phi cho xây bệnh viện Quân đội, dùng nhiều tiền bạc để hỗ trợ nó, và còn thường thăm viếng những thương binh ở Wiesbaden, Biberach, Bingen, Bingerbrück, Rüdesheim and Mainz. Tuy nhiên, Victoria bị cáo buộc làm những việc này "lạm quyền", những việc quyên góp như vậy đáng lẽ do Hoàng hậu làm. Cuối cùng Wilhelm I yêu cầu bà chấm dứt "vở kịch bố thí" và về Berlin để hoàn thành nghĩa vụ với Vương thất.

## Thái tử phi của Đức

### Thiết lập Đế chế Đức

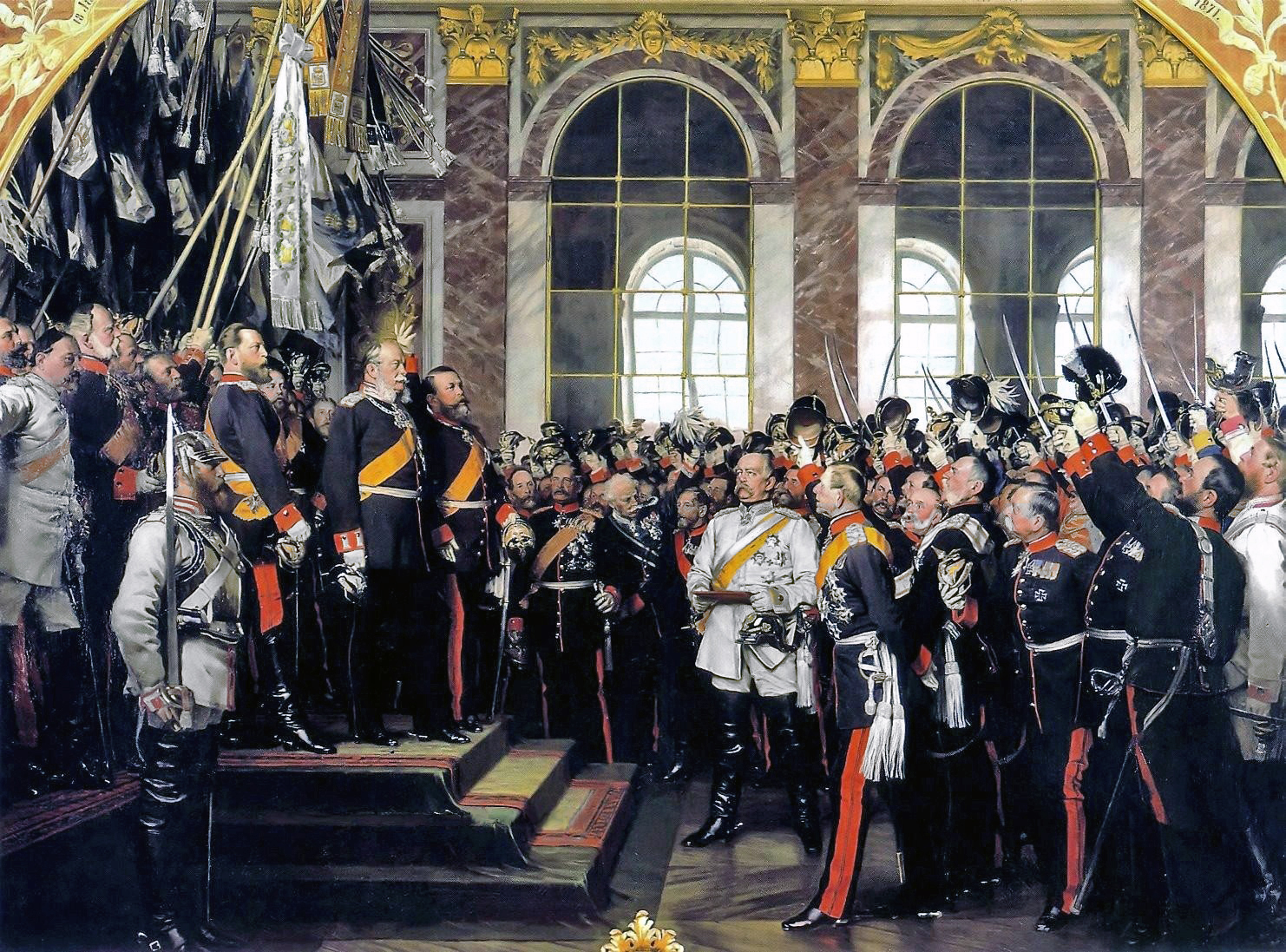
Lễ tuyên cáo về sự thống nhất nước Đức, họa phẩm của Anton von Werner, 1885. Bismarck đứng chính giữa vận đồ trắng. Thái tử đứng phía sau Nhà vua.

Ngày 18 tháng 1 năm 1871 (kỉ niệm ngày gia đình Hohenzollern trở thành hoàng tộc năm 1701), nguyên thủ tất cả các lãnh địa thuộc Liên bang Bắc Đức và miền Nam Đức gồm (Bayern, Baden, Württemberg và Hessen-Darmstadt) cùng tôn Wilhelm I làm Hoàng đế Đức tại Sảnh Mirrors thuộc Cung điện Versailles. Sau đo họ thành lập một liên minh với tên gọi là Đế quốc Đức. Friedrich và Victoria trở thành Hoàng thái tử và Hoàng thái tử phi trong khi Otto von Bismarck được bổ làm Thủ tướng của Đế quốc.
Sau đó, các nước Công giáo ở miền Nam Đức trước kia thần phục nước Phổ bằng hiệp định Zollverein (Liên minh Hải quan), cũng chính thức gia nhập vào Liên bang Đức thông qua Hiệp ước Versailles (26 tháng 2 năm 1871) và Frankfurt (10 tháng 5 năm 1871).

### Hoàng phi khai sáng

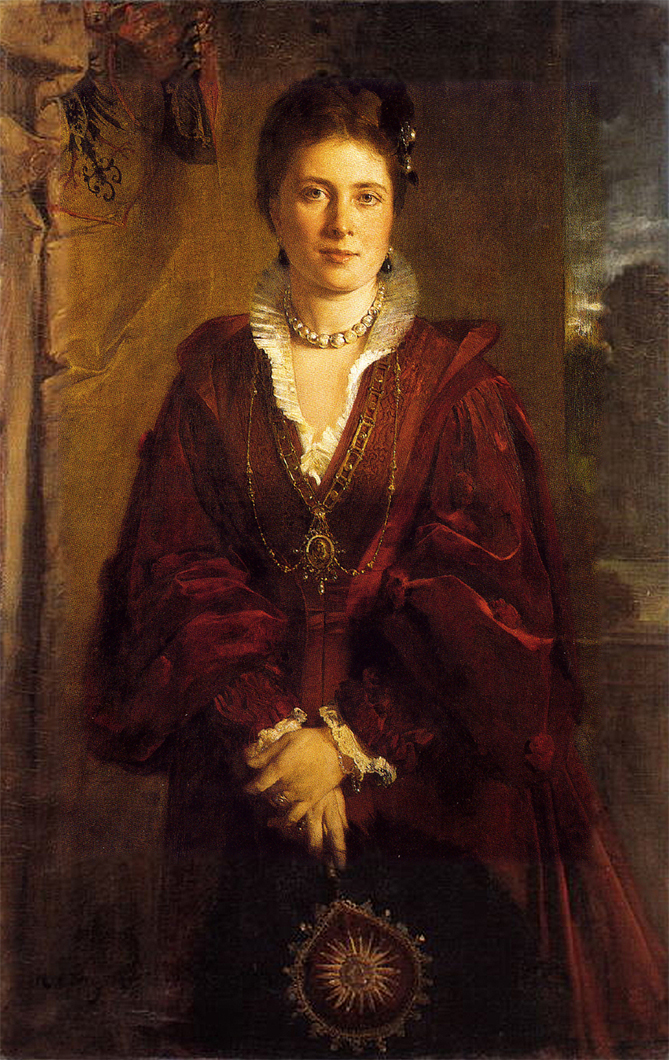
Thái tử phi Victoria. Họa phẩm của Heinrich von Angeli, 1871.

Mặc dù được nhận phong Nguyên soái lục quân sau những chiến công trong các cuộc chiến những năm 1860, Friedrich không nhận được quyền lực chỉ huy nào trong quân đội sau Chiến tranh Pháp-Phổ. Trên thực tế, Hoàng đế đã không tin tưởng con trai ông và không cho Friedrich tham gia công việc nhà nước vì cho rằng ông "quá thân Anh". Hoàng thái tử được bổ nhiệm làm "Người bảo hộ Văn hóa hoàng gia", một nhiệm vụ khiến vợ ông rất phấn khích. Theo lời dặn của cha, Victoria tiếp tục mở rộng quan hệ với các nhà tri thức sau khi đến Đức: bà đọc các tác phẩm của Goethe, Lessing, Heine và Stuart Mill và thường xuyên cùng chồng triệu kiến họ. Nhà văn Gustav Freytag là bạn thân của hai người. Gustav zu Putlitz được bổ nhiệm làm quản gia cho Friedrich trong một thời gian. Mặc cho sự phẫn nộ từ thân mẫu, Vicky tỏ ra hứng thú với Thuyết Tiến hóa của Darwin cùng những tư tưởng của nhà địa chất Anh Lyell. Nhà thiên văn học người Đức Wilhelm Julius Foerster ghi nhận rằng bà đã thường đến thăm Đài Thiên văn Berlin Observatory và dành sự quan tâm đến những nghiên cứu thiên văn của ông, và sự phát triển của Cộng đồng Văn hóa Đạo đức Đức. Muốn hiểu biết thêm về chủ nghĩa xã hội, bà đã đọc các tác phẩm của Karl Marx và khuyến khích chồng đến salon của Nữ Bá tước Marie von Schleinitz, một nơi được biết đến là chỗ họp mặt của những người phản đối Bismarck.
Không như nhiều người cùng thời, Victoria và Friedrich bác bỏ Chủ nghĩa bài Do Thái. Trong bức thư gửi cho mẫu thân, Thái tử phi chỉ trích nặng nề bài luận văn Das Judenthum in der Musik của Richard Wagner, thứ bà cho là vô lý bà bất công. Về phần Friedrich, ông không ngần ngại xuất hiện trước công chúng để diễn thuyết trong giai đoạn phong trào bài Do Thái bắt đầu lan rộng đầu những năm 1880.
Trong giai đoạn 1880 - 1881, có một cuộc vận động gọi là Phong trào ''Völkisch'' nhằm chống lại người Do Thái với lãnh đạo là Mục sư Adolf Stoecker và sử gia Heinrich von Treitschke. Cuộc vận động đã dẫn đến một phần tư triệu người Đức kí vào đơn thỉnh nguyện yêu cầu chính phủ cấm nhập cư Do Thái, cấm người Do Thái nắm giữ các chức vụ công cộng, làm giảng viên ở các trường học và cấm họ học Đại học, đó là chỉ bước mở đầu cho âm mưuu cuối cùng của völkisch là tước quốc tịch của người Do Thái ở Đức. Cả Stoecker và Treitschke rất nổi tiếng và được trọng vọng ở Đức, và chiến dịch bài Do Thái của họ thu hút được sĩ ủng hộ của nhiều sĩ quan quân đội Phổ, sinh viên đại học và trong triều đình, nhưng Thái tử phi lại đứng ra chống lại những người đứng đầu phe Bài Do Thái, viết rằng "Treitschke và các cộng sự của hắn là những kẻ điên cuồng và nguy hiểm nhất". Trong một bức thư khác, Victoria viết rằng bà xấu hổ về đất nước bà đang sống vì Stoecker và Treitschke "cách đối xử thù hận đối với những người khác chủng tộc, khác đức tin đã trở thành một phần không thể thiếu (và không có nghĩa là tồi tệ nhất) của đất nước chúng tôi!". Victoria cùng chồng, mặc trang phục của Nguyên soái quân đội Phổ, tham gia một sự kiện ở Berlin năm 1880 để ủng hộ người Do Thái đang bị đe dọa bởi thứ mà Victoria gọi là cuộc tấn công "ô nhục" của Treitschke.
Năm 1881, vợ chồng Thái tử tham dự một sự kiện ở Wiesbaden "để minh chứng rõ ràng cho khả năng của chúng ta" khi Reichstag bắt đầu tranh luận vấn đê bài xích Do Thái. Mẫu thân của Thái tử phi, Victoria của Anh tự hào về nỗ lực của con gái và con rể nhằm ngăn chặn chiến dịch völkisch, bà gửi thư cho Friedrich nói rằng: "Ta rất vui vì con ta đã lấy được một người đàn ông như cậu, người đã sẵn sàng đứng lên vì quyền lợi của người Do Thái. Tại hai điện Kronprinzenpalais và Neues Palais ở Potsdam, vợ chồng Thái tử tiếp nhiều khách, bao gồm một số người Do Thái, điều này dẫn đến sự bất bình từ Hoàng đế và triều đình. Trong số các khách có bác sĩ Hermann von Helmholtz và Rudolf Virchow, triết gia Eduard Zeller và sử gia Hans Delbrück.
Vị Nguyên soái có tư tưởng bài Do Thái Alfred von Waldersee cảm thấy bị đe dọa nếu một ngày nào đó Friedrich trở thành Hoàng đế và Victoria là Hoàng hậu, bèn lên kế hoạch về cuộc đảo chính quân sự để ủng hộ Hoàng tôn; bắt Victoria trở về đảo Anh và thậm chí sẽ xử tử bà nếu bà trở về Đức; chấm dứt chế độ bầu cử phổ thông trong Reichstag; và khởi động một cuộc chiến để với Pháp, Áo và Nga. Chỉ khi Friedrich chết sớm vì bệnh ung thư không lâu sau khi lên ngôi Hoàng đế năm 1888 mới chấm dứt kế hoạch của Waldersee.
Là một người yêu nghệ thuật, Victoria học qua các lớp vẽ tranh, tham gia các lớp học của Anton von Werner và Heinrich von Angeli. Bà cũng tài trợ cho giáo dục và là thành viên của hiệp hội được thành lập bởi Wilhelm Adolf Lette năm 1866, với mục tiêu cải thiện nền giáo dục dành cho phụ nữ. Từ 1877, Vicky thành lập các trường học cho phụ nữ ("Victoriaschule für Mädchen") do các giáo viên người Anh dạy, ngoài ra còn có các trường đào tạo y tá ("Victoriahaus zur Krankenpflege") dựa theo mô hình Anh.

### Mẹ của một gia đình lớn

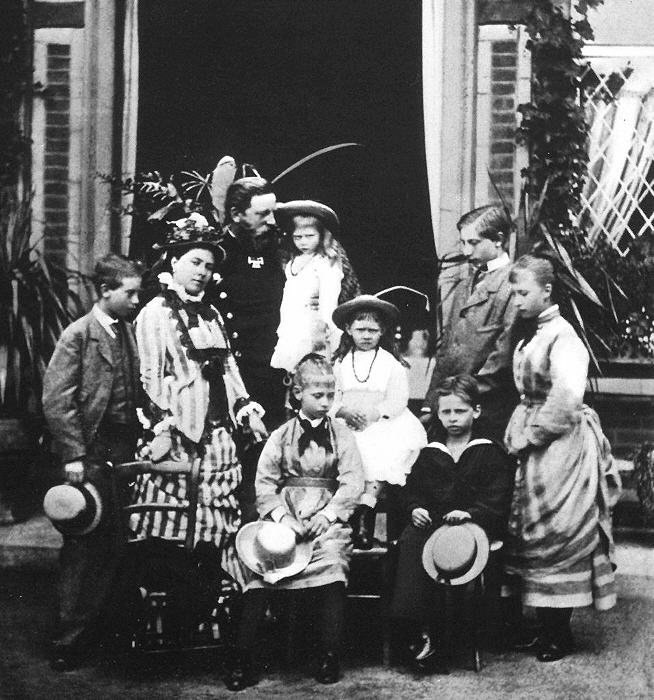
Gia đình Hoàng thái tử, năm 1875.

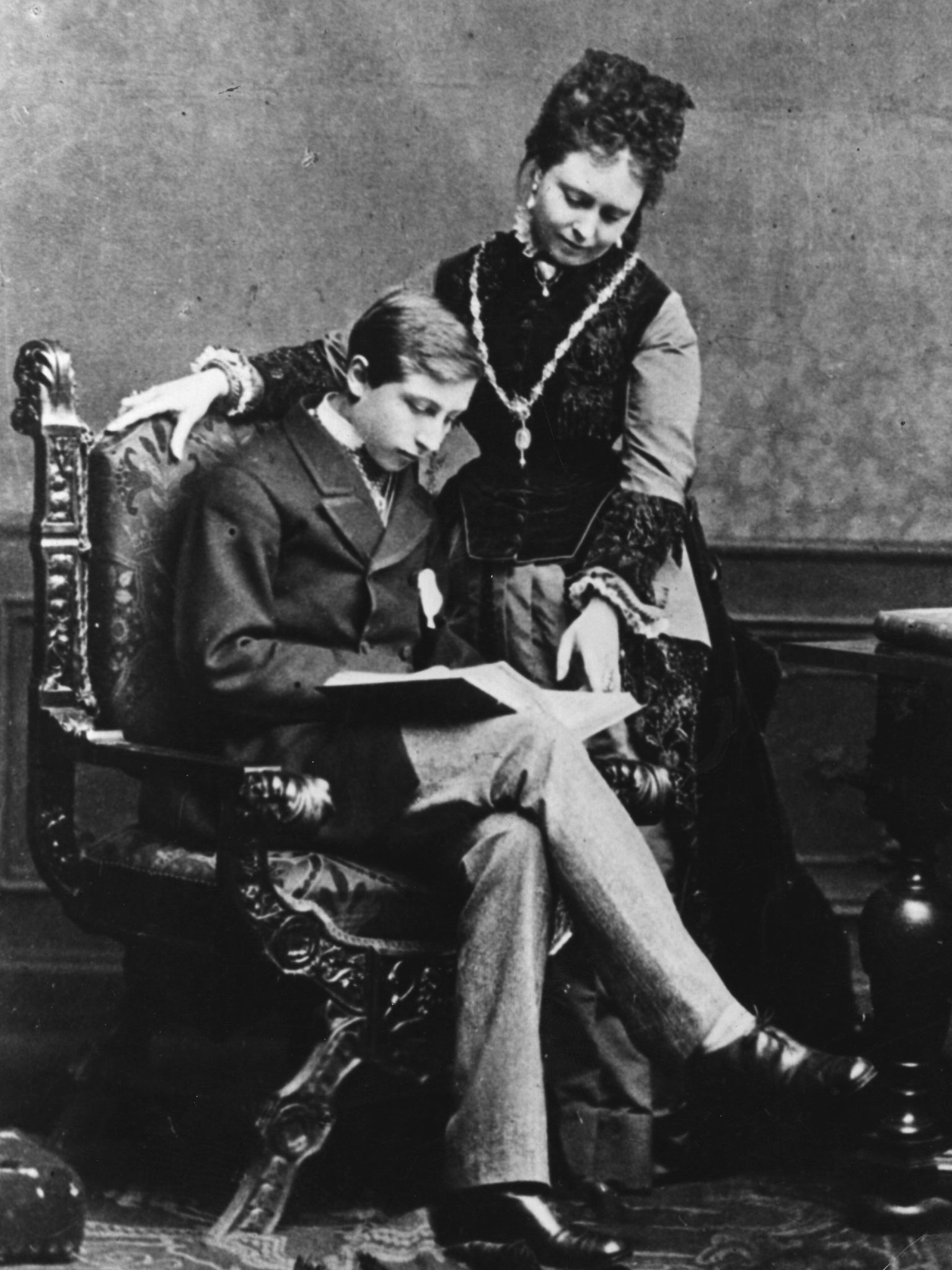
Victoria cùng con trai cả Wilhelm (người sau này là Hoàng đế Đức), chụp vào những năm 1870.

Con trai lớn của Victoria trải qua nhiều cuộc trị liệu cho cánh tay không lành lặn của anh ta. Các phương pháp kì quái đã được sử dụng, như "phòng tắm thú" - việc nhúng cánh tay của bệnh nhân vào ruột của những con thỏ vừa chết, được thực hiện một cách đều đặn. Thêm nữa, Wilhelm cũng phải dùng đến phương pháp trị liệu bằng điện trong một nỗ lực nhằm ngăn dây thần kinh vượt qua cánh tay trái tới cổ và ngăn chặn cái đầu nghiêng sang một bên. Victoria buộc con trai phải tập cưỡi ngựa cho giỏi. Nhiều dị nghị nói rằng Wilhelm, người thừa kế ngai vàng, không thể cưỡi ngựa được khiến bà không chịu nổi. Những cuộc luyện tập cưỡi ngựa từ năm 8 tuổi khiến vị Hoàng tôn trẻ cảm thấy quá sức. Ông khóc lóc khi phải ngồi trên ngựa và băng qua hàng trào. Khi Wilhelm ngã ngựa và sau đó khóc lóc thảm thiết, ông vẫn bị bắt lên ngựa lần nữa. Sau vài tuần, Hoàng tôn Wilhelm cũng có thể giữ được thăng bằng. Wilhelm sau đó viết rằng: "Sự đau khổ mà trẫm phải chịu, trong lúc tập cưỡi ngựa, phần nhiều là do mẫu thân ta."
Đối với Victoria, việc con trai bị dị tật là một nỗi ô nhục. Những lá thư và nhật kí của bà cho thấy bà đau khổ khi thấy cánh tay bị thương của con trai và thấy tội lỗi vì sinh ra một đứa bé không lành lặn. Trong chuyến về thăm song thân năm 1860, Thái tử phi nói về con trai trưởng:
"Nó rất thông minh...nếu nó không có cánh tay bất hạnh đó, con sẽ rất tự hào về nó."

Theo Sigmund Freud, do không thể chấp nhận tình trạng của con trai, Victoria giữ khoảng cách với Wilhelm, điều này gây ảnh hưởng không nhỏ đến nhân cách sau này của Wilhelm II. Tuy nhiên, các học giả khác, như sử gia Wolfgang Mommsen, nhấn mạnh rằng Thái tử phi rất có ảnh hưởng lên các con. Theo ông, Vicky muốn con trai lớn lên theo cách nuôi dưỡng của Albrecht và cố gắng nhất có thể, giáo dục con trai theo cách cha bà là Albrecht đã làm với bà. Năm 1863, Victoria và Friedrich mua một ngôi nhà ở Bornstedt để các con lớn lên ở một môi trường như Osborne House. Tuy nhiên, ảnh hưởng lên Victoria đối với các con gặp một giới hạn: vì theo truyền thống gia tộc Hohenzollerns, các con trai bà sẽ được huấn luyện quân sự khi còn rất nhỏ, vì vậy Thái tử phi lo sợ nền giáo dục như thế sẽ làm suy yếu những phẩm chất của họ.
Muốn cho các con có được nền giáo dục tốt nhất có thể, Victoria cùng chồng giao việc giáo dục các con trai mình cho nhà văn tài hoa nhưng nghiêm khắc Georg Ernst Hinzpeter. Tuy mang mác là người theo chủ nghĩa tự do, Hinzpeter thật ra có tư tưởng khá bảo thủ, khiến Wilhelm và Henrich phải lớn lên trong môi trường giáo dục khắt khe nghiêm ngặt, không có khen ngợi hay khích lệ. Để hoàn thành việc học, các hoàng tôn đã được gửi đến một trường học ở Kassel, dù có sự chống đối của nhà vua và triều đình. Cuối cùng, Wilhelm đã theo học tại Đại học Bonn, trong khi người em trai, vốn không có cùng sở thích với anh mình, được gửi đến Hải quân năm 16 tuổi. Nền giáo dục dành cho hai cậu bé đã khiến họ không có thái độ cởi mở và tự do mà cha mẹ họ mong muốn ở họ
Trong khi hai con trai lớn dần trưởng thành, Victoria gặp phải chuyện buồn bởi cái chết của cậu con trai út mới 11 tuổi Waldemar ngày 27 tháng 3 năm 1879 vì bệnh bạch hầu. Vẫn còn đau buồn vì cái chết của Sigismund, Thái tử phi lại phải mất thêm một đứa con nữa, đặc biệt căn bệnh mà Waldemar mắc phải cũng là bệnh đã gây ra cái chết cho em gái bà Alice của Liên hiệp Anh cùng cháu gái, Marie chỉ mấy tháng trước. Victoria, tuy nhiên, cố giấu đi sự đau khổ, vì ngoại trừ chồng, không một ai trong gia đình chồng chịu cảm thông với bà.
Nếu như các con trai khiến Victoria phải dành nhiều sự quan tâm, thì các con gái bà lại không mấy nổi bật. Ngoại lệ là Hoàng tôn nữ Charlotte, con gái trưởng của Victoria và Friedrich. Cô bé chậm phát triển và việc học tiến triển chậm, thời thơ ấu cô bé thường hay cáu giận. Lớn lên, hoàng tôn nữ thường ốm yếu và tính tình khó chịu. Hiện nay, nhiều sử gia (như John C. G. Röhl, Martin Warren và David Hunt) cho rằng Charlotte mắc hội chứng porphyria, giống như tổ tiên bên ngoại của bà là Quốc vương George III. Điều này có thể lý giải các vấn đề về dạ dày-ruột, chứng đau nửa đầu và những cơn khủng hoảng thần kinh mà vị Hoàng tôn nữ mắc phải. Các nhà sử học tin rằng lúc còn nhỏ, Victoria bị chứng nhức đầu và nổi ban da, phải điều trị bằng morphin. Đó cũng là di chứng của porphyria, mặc dù nhẹ hơn nhiều so với trường hợp của Charlotte.

### Các thỏa thuận hôn nhân: Khơi nguồn xung đột

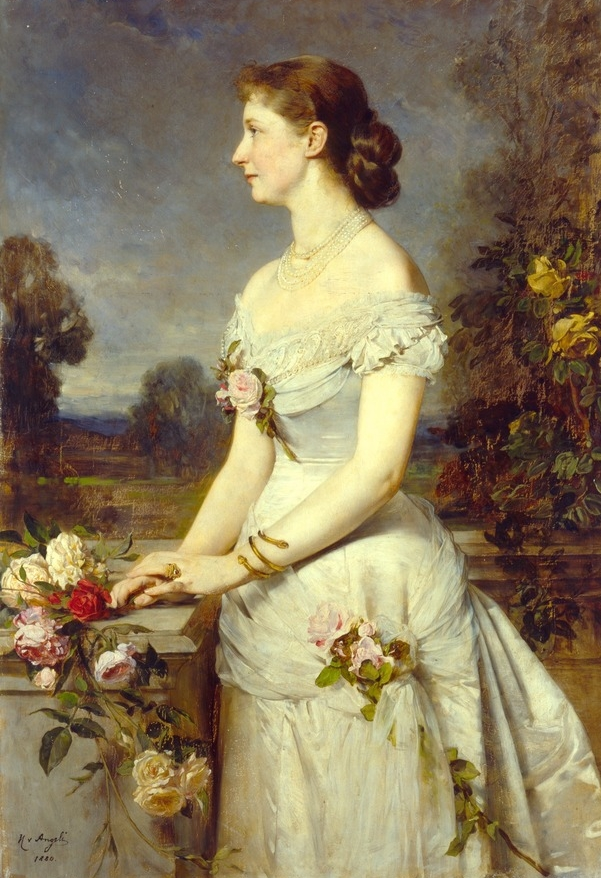
Auguste Viktoria xứ Schleswig-Holstein, vợ của Hoàng tôn Wilhelm. Họa phẩm của Heinrich von Angeli, 1881.

Khi những đứa trẻ hoàng gia trưởng thành, Victoria tìm nơi chỉ hôn cho họ. Năm 1878, Hoàng tôn nữ Charlotte cưới người cháu họ của bà, Bernhard, Thế tử Sachsen-Meiningen, triều đình Berlin hài lòng. Ba năm sau, Victoria muốn hỏi cưới Auguste Viktoria xứ Schleswig-Holstein cho Wilhelm, khiến triều đình phản ứng dữ dội. Thủ tướng Bismarck chỉ trích hôn sự này vì cô dâu là người thuộc gia tộc Schleswig và Holstein bị Phổ đánh bại và thâu tóm năm 1864. Về nhà Hohenzollern, họ cho rằng Auguste Viktoria không xứng với ngôi vị mẫu nghi tương lai của Đế quốc Đức vì xuất thân không cao. Sau nhiều tháng đàm phán, Victoria chiến thắng, nhưng bà sớm rơi vào thất vọng khi cô con dâu không mang những tư tưởng tự do mà bà mong chờ.
Thái tử phi, tuy nhiên, lại không được như ý khi xếp đặt hôn nhân cho cô con gái Viktoria. Năm 1881, Hoàng tôn nữ đem lòng yêu Thân vương Aleksander I của Bulgaria và mẹ cô cố gắng xin phép Hoàng đế chấp thuận. Tuy là quân vương một nước, nhưng Thân vương Bulgaria chào đời trước khi cha mẹ kết hôn nên bị Hoàng tộc Hohenzollern xem thường. Thêm vào đó, chính sách của Alexander áp dụng đối với Đại Công quốc Bulgaria là chống lại nước Nga, mà Nga lại là đồng minh lâu năm của Phổ. Bismarck lo sợ rằng cuộc hôn nhân giữa một hoàng nữ Đức và một kẻ thù của Sa hoàng Aleksandr II của Nga sẽ ảnh hưởng đến quan hệ giữa Liên minh Ba đế quốc, i.e. Đức-Áo-Nga. Nhà vua chuẩn y theo lời Thủ tướng, hủy bỏ hôn nhân, khiến Victoria và Friedrich chưng hửng.
Cuộc xung đột mới giữa cha và con dẫn tới Hoàng đế thay thế chỗ đứng của Thái tử trong các buổi lễ và sự kiện công cộng bằng Hoàng tôn Wilhelm, cũng là người đại diện cho triều đình Berlin ở nước ngoài.

## Mẫu nghi thiên hạ

### Sức khỏe của Wilhelm I và Friedrich III
Năm 1887, sức khỏe của nhà vua 90 tuổi Wilhelm I yếu đi nhanh chóng, và ngày Thái tử kế vị dường như sắp đến. Tuy nhiên, Thái tử cũng lâm bệnh. Sức khỏe ngày càng tồi tệ, các bác sĩ chẩn đoán ông bị ung thư thanh quản. Bermann nhận thấy cuộc phẫu thuật có triển vọng tốt do căn bệnh đã được phát hiện sớm và bệnh nhân còn khỏe. Dù Thái tử phi không thích để "con dao chạm vào cổ họng yêu dấu của anh ấy", vợ chồng Thái tử đồng ý và cuộc phẫu thuật được hoạch định thực hiện vào ngày 21 tháng 5. Nhưng do một cuộc phẫu thuật như vậy mang nguy cơ tử vong rất cao trong thời gian đó, nên mọi người quyết định hội ý một bác sĩ có tên tuổi người Anh là Morell Mackenzie, và ông ta cho rằng bệnh tình không có gì nghiêm trọng.
Với sự đồng ý của các bác sĩ, Friedrich cùng vợ đến Đại Anh tham dự Lễ kỉ niệm vàng của Victoria của Anh vào tháng 6 năm 1887. Trong chuyến đi này, cặp đôi bí mật đưa đến Lâu đài Windsor ba chiếc hộp chứa các tài liệu cá nhân mà họ muốn tránh xa đôi mắt của Bismarck và nhà Hohenzollerns. Luôn muốn làm hại Thái tử, vị Thủ tướng tiếp tục tính kế chống lại Victoria. Với sự giúp đỡ của quản gia Hugo von Radolinski và họa sĩ Götz de Seckendorff, ông cố gắng chuẩn bị cáo trạng chống lại Thái tử phi.

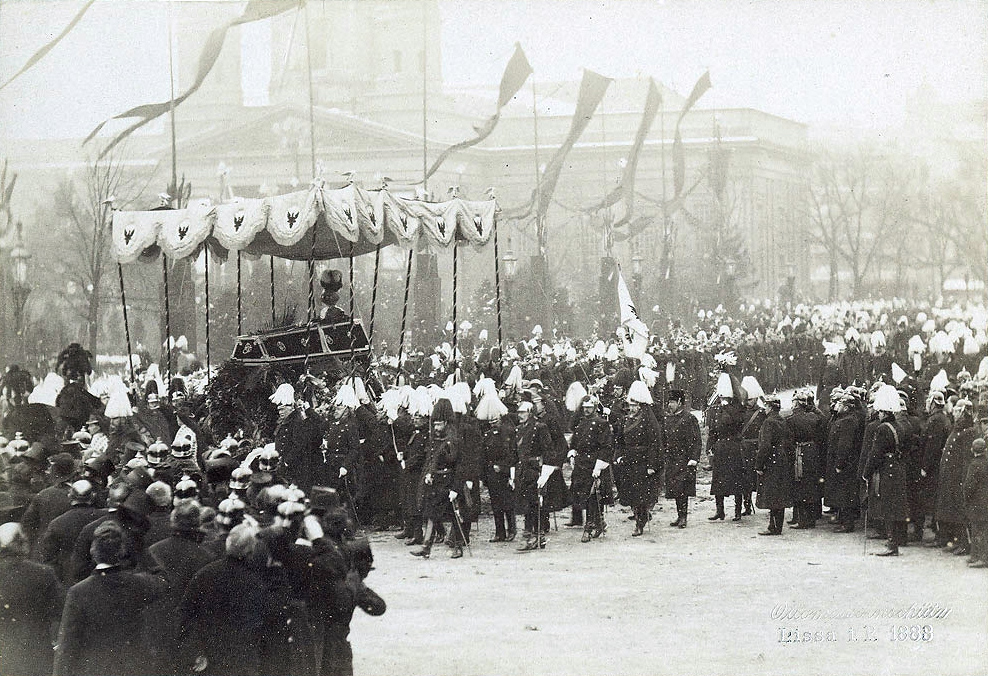
Đám tang hoàng đế Wilhelm I.

Vì sức khỏe Thái tử không đảm bảo, Mackenzie khuyên ông đến Ý điều trị. Friedrich và Victoria đến San Remo vào tháng 9 năm 1887, khiến Berlin phẫn nộ vì, dù sức khoẻ của Hoàng đế đang xấu đi mà hai người không trở lại kinh thành. Đầu tháng 11, Friedrich hoàn toàn mất khả năng nói và các bác sĩ người Đức đã được Victoria triệu tập đến San Remo để khám thêm. Cuối cùng, họ chẩn đoán ông bị khối u ác tính và cách điều trị duy nhất có thể là tháo bỏ thanh quản, nhưng Hoàng thái tử từ chối. Victoria ủng hộ chồng với quyết định đó, gây ra cuộc tranh cãi nghiêm trọng giữa bà với con trai Wilhelm, người mà trước đó đã đến Ý và cáo buộc mẹ mình đang mãn nguyện khi thấy Friedrich bị bệnh.
Ở Berlin, Wilhelm I tiếp tục bị bệnh tình hành hạ thêm mấy tháng trước khi giá băng ngày 9 tháng 3 năm 1888. Con trai ông nối ngôi Vua của Phổ và Hoàng đế Đức với đế hiệu Friedrich III.

### Hoàng hậu 99 ngày
Ngay sau khi lên ngôi, Friedrich III trao cho vợ Huân chương Black Eagle, tước hiệu cao nhất trong hàng hiệp sĩ của Vương quốc Phổ. Tuy nhiên, sau khi về Berlin, Hoàng hậu và chồng nhận ra thực tế rằng mình "đang ở trong bóng tối và đang chuẩn bị bị thay thế bởi Wilhelm II".. Để vinh danh ngôi vị hoàng hậu của Victoria, ông rút dải ruy băng và ngôi sao của Huân chương Đại bàng Đen trên áo mình và gắn lên bộ đầm của bà.
Bị đau ốm, Friedrich III chỉ có thể thực hiện những việc làm mang tính biểu tượng, chẳng hạn như tuyên bố ân xá chung cho các tù nhân chính trị, bãi nhiệm Bộ trưởng Nội vụ phản động Robert von Puttkamer. Ông cũng trao tặng Huân chương Black Eagle cho nhiều người ủng hộ ông khi còn làm thái tử, như Bộ trưởng Tư pháp Heinrich von Friedberg, và Chủ tịch Quốc hội Frankfurt Eduard von Simson.
Hoàng hậu Victoria đã cố gắng sử dụng địa vị mới của mình để thúc đẩy cuộc hôn nhân của Hoàng nữ Viktoria với Aleksander I của Bulgaria (bị truất ngôi từ năm 1886). Tuy nhiên, với những khó khăn gặp phải, bà khuyên con gái bỏ cuộc.

### Cái chết của Friedrich III và hậu quả

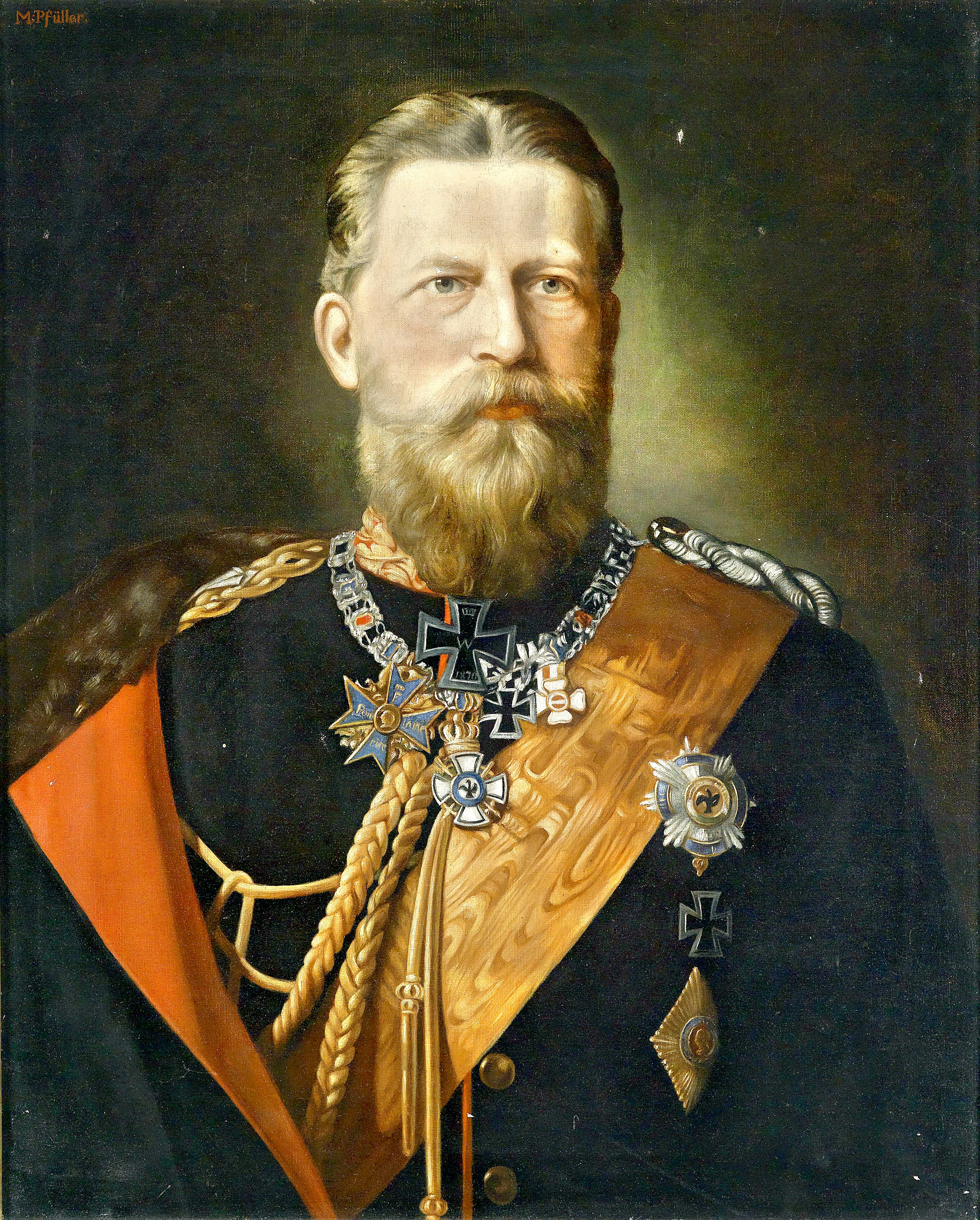
Friedrich III, Hoàng đế Đức và Quốc vương Phổ, tranh sơn dầu của Minna Pfüller (1824–1907).

Friedrich III băng hà vào khoảng 11:00 ngày 15 tháng 8 năm 1888. Khi cái chết của Hoàng đế được thông báo, Hoàng trưởng tử và người kế vị Wilhelm II đem quân chiếm đóng dinh thự hoàng gia. Các căn phòng của Friedrich và Victoria đã được kiểm tra cẩn thận để tìm các tài liệu cấm. Tuy nhiên, cuộc tìm kiếm không thành công vì tất cả thư tín của cặp vợ chồng này đã được đưa tới Lâu đài Windsor năm trước. Vài năm sau, Wilhelm II nói rằng mục đích của vụ lục soát này là tìm các tài liệu của quốc gia. Tuy nhiên, hiện nay, nhiều sử gia (như Hannah Pakula và Franz Herre) cho rằng những gì Hoàng đế muốn là thu hết các tài liệu có thể đe doạ đến danh tiếng của ông ta.
Đám tang của Friedrich III không lâu sau đó diễn ra ở Potsdam, không đầy đủ nghi lễ. Victoria, giờ là Hoàng thái hậu, không xuất hiện trong buổi lễ ở Friedenskirche thuộc Sanssouci, nhưng tham gia buổi lễ tưởng niệm chồng mình ở Royal Estate of Bornsted. Sau cái chết của chồng, Victoria có nhã xưng là Hoàng hậu Friedrich.
Trong mấy tuần tiếp theo, Wilhelm II đã thanh trừng tất cả các tổ chức và những người gần gũi Friedrich III và Victoria. Nhà của luật sư Franz von Roggenbach bị khám xét và người vợ góa của Nam tước Stockmar, cựu thư ký riêng của Victoria, đã bị cảnh sát thẩm vấn. Friedrich Heinrich Geffcken, cố vấn nhiều năm của Friedrich III, bị kết tội phản quốc vì xuất bản những đoạn trích từ nhật ký của hoàng đế Friedrich. Cuối cùng, Heinrich von Friedberg đã bị miễn nhiệm chức Bộ trưởng Tư pháp.

## Hoàng thái hậu

### Chuyển nơi ở

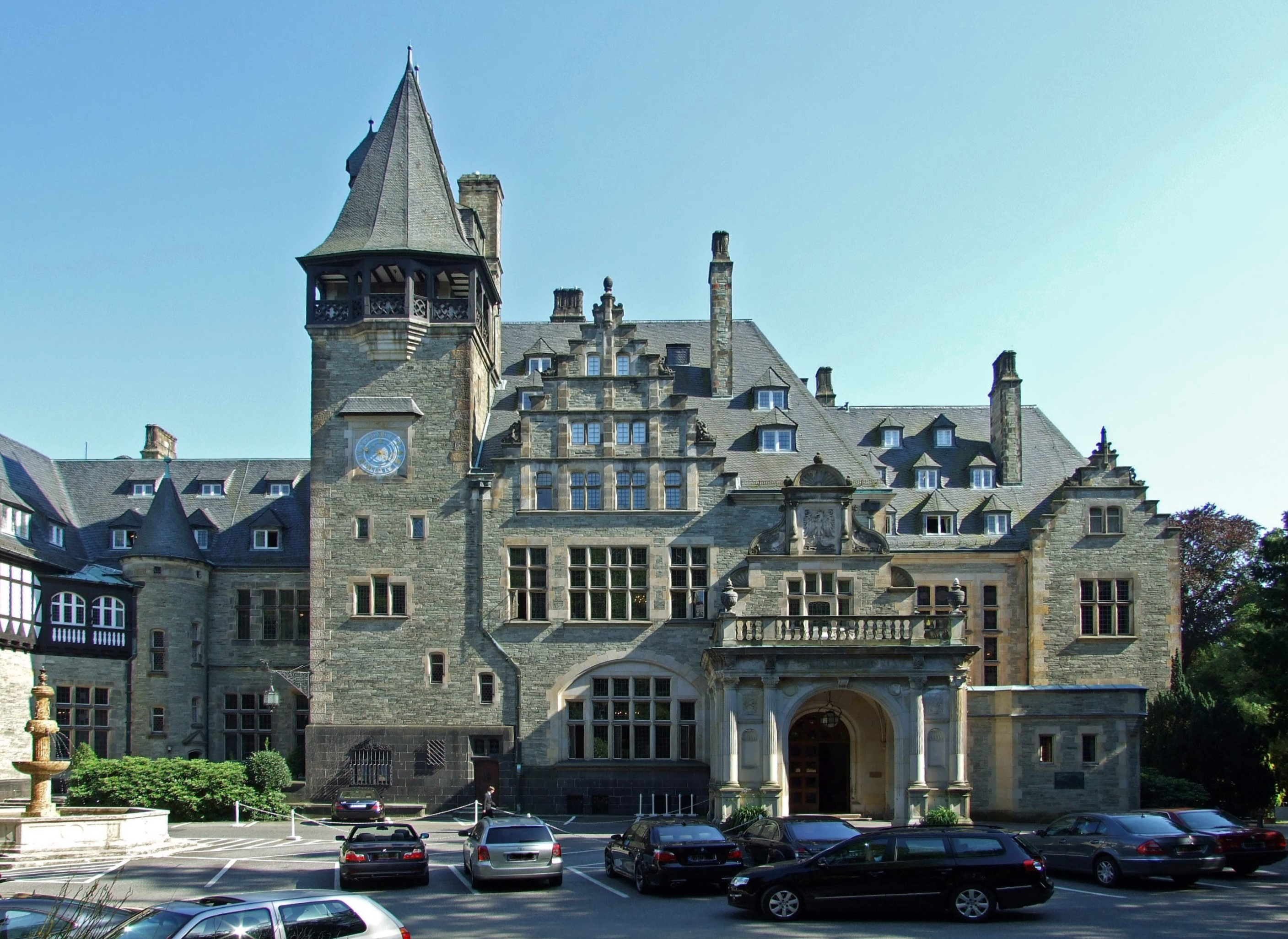
Friedrichshof, nơi cư trú của Hoàng hậu Viktoria những năm ở góa.

Trong cảnh góa bụa, Hoàng thái hậu bị ép phải rời khỏi Neues Palais thuộc Potsdam vì con trai bà muốn cư trú tại đó. Không thể ở tại Sanssouci, bà mua lại một cơ ngơi ở Kronberg im Taunus, thuộc Công quốc Nassau cũ. Tại đó, Victoria cho xây một lâu đài mang tên Lâu đài Friedrichshof để tưởng niệm phu quân quá cố. Được thừa hưởng một khối tiền kếch sù mấy triệu marks sau cái chết của Công tước phu nhân xứ Galliera, Thái hậu đã có đủ nguồn tài chính để xây dựng và mở rộng nơi ở của mình. Khi công trình hoàng thành năm 1894, bà dành phần lớn thời gian sống ở đây với con gái út, và chỉ rời khỏi đó mỗi khi có chuyến công du tới nước ngoài. Trái với mong muốn của Hoàng đế là muốn bà vĩnh viễn rời khỏi Đức quốc, Vicky vẫn ở trong cơ ngơi riêng và duy trì quan hệ với giới tự do.

### Cuộc sống cô độc

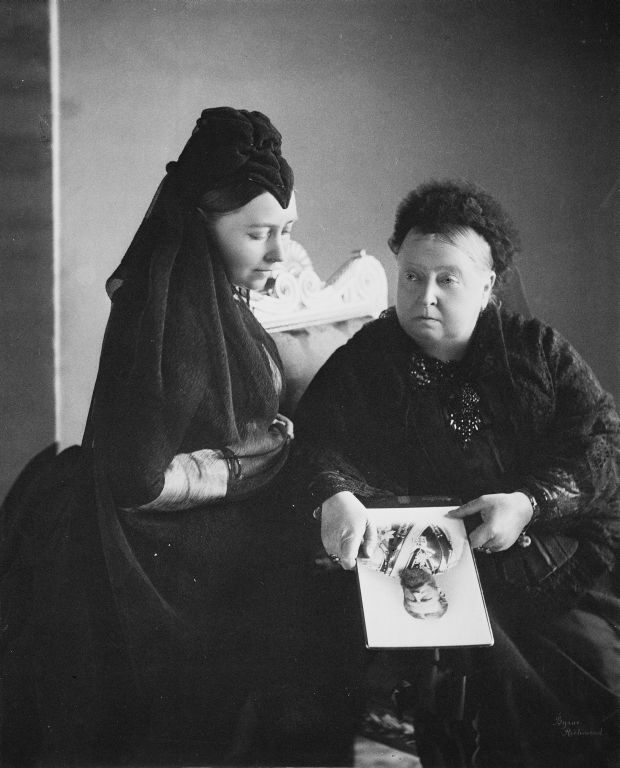
Thái hậu Đức bên cạnh mẫu thân, Nữ vương Anh, 1889.

Tháng 10 năm 1889, Hoàng nữ Sophie, con gái áp chót của Victoria, kết hôn với Konstantinos I của Hy Lạp, và rời khỏi nhà mẹ. Năm sau, Hoàng nữ Viktoria, không còn hi vọng gì về đám cưới với Alexander của Bulgaria, chấp nhận kết hôn với  Adolf Wilhelm Viktor xứ Schaumburg-Lippe, tương lai là Nhiếp chính của Thân vương quốc Lippe. Cuối cùng, năm 1893, Hoàng nữ Margarethe cưới Friedrich Karl xứ Hessen, người năm 1918 từng được tôn làm Vua của Phần Lan. Mặc dù hài lòng với những hôn lễ ngày, Hoàng thái hậu ngày càng cô độc hơn sau khi các con gái dần ra đi.
Trên thực tế, Victoria đã hoàn toàn bị tách khỏi công việc triều đình bởi Wilhelm II. Với cái chết của mẹ chồng, Thái hoàng Thái hậu Augusta vào năm 1890, Victoria những tưởng sẽ kế nhiệm làm người bảo trợ Hội chữ thập đỏ Đức và Vaterländischer Frauenverein (Hội những người phụ nữ yêu nước). Tuy nhiên, chức này lại được giao cho con dâu bà, Hoàng hậu Auguste Viktoria, điều này gây ra một sự thất vọng sâu sắc cho Victoria.
Thái hậu không ngần ngại chỉ trích gay gắt các chính sách và hành vi của con trai mình. Khi Hoàng đế viết trong sổ lưu bút cho thành phố Muchen những từ "Suprema lex regis voluntas" (Ý nguyện của quân vương chính là luật pháp"), bà phàn nàn trong bức thư gửi cho mẫu thân:
Sa hoàng, Giáo hoàng, Bourbon hay Charles I khốn khổ của nước ta có thể nói ra những cụm từ đó, nhưng một vị quân vương của thế kỉ XIX... Chúa ơi, con nghĩ (...) con trai của Fritz và cháu trai của người cha đáng kính (của ta) đã đi theo con đường đó và hiểu lầm những nguyên tắc cai trị.

Năm 1892, con gái duy nhất của Hoàng đế Wilhelm II là Viktoria Luise của Phổ chào đời và được đặt theo tên bà cố nội là Nữ vương Victoria I của Liên hiệp Anh và bà cố tổ nội  là Luise xứ Mecklenburg-Strelitz. . Victoria đã cố tỏ ra ổn thỏa trong lá thư gửi mẹ khi biết rằng cháu nội không được đặt tên theo mình:
| “ | I think it quite understandable that the little girl... should be called after you!! Con biết rằng rất dễ hiểu khi đứa nhỏ ấy... nên được gọi theo tên của mẹ!! | ” |

### Những năm cuối đời

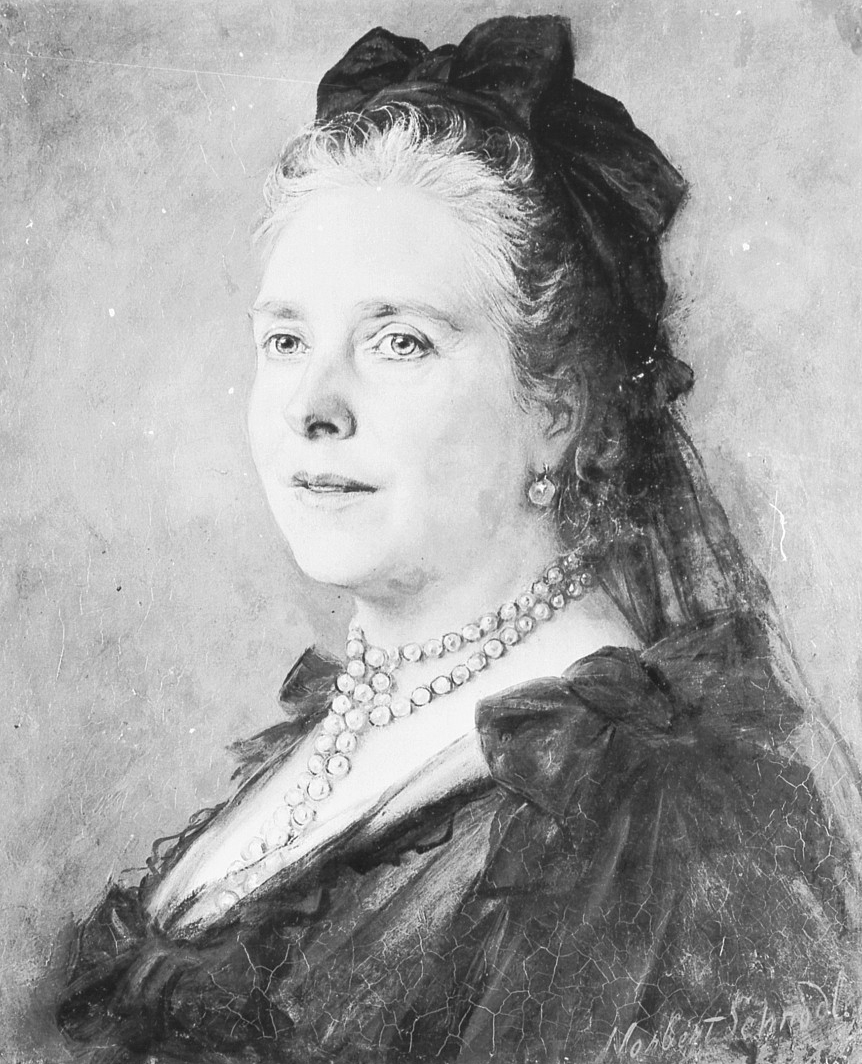
Hoàng thái hậu Victoria. Họa phẩm của Norbert Schrödl, 1900.

Những năm này, Victoria đã dành nhiều thời gian để vẽ tranh và đến thăm khu thuộc địa của Kronberg, nơi bà thường xuyên gặp gỡ họa sĩ Norbert Schrödl. Bà có thói quen đi bộ vào buổi sáng và dành nhiều giờ để viết thư hoặc đọc sách trong thư viện của tòa lâu đài.
Cuối 1898, bác sĩ chẩn đoán Thái hậu bị bệnh ung thư vú không thể phẫu thuât, buộc bà phải nằm trên giường trong một thời gian dài. Bệnh ung thư di căn sang cột sống vào mùa thu năm 1900, và cảm thấy lo lắng nếu một ngày mình ra đi những bức thư cá nhân của bà (trong đó bà bày tỏ nỗi lo về tương lai Đức quốc dưới sự trị vì của con bà) sẽ rơi vào tay hoàng đế, bà yêu cầu rằng những bức thư này sẽ được mang về Anh qua trung gian là con đỡ đầu của bà Frederick Ponsonby, cũng là thư kí riêng của em trai bà tức vua Edward VII, người đã đi thăm người chị đau ốm của mình lần cuối ngày 23 tháng 2 năm 1901. Những lá thư này sau đó được Ponsonby biên soạn lại và xuất bản thành sách năm 1928.

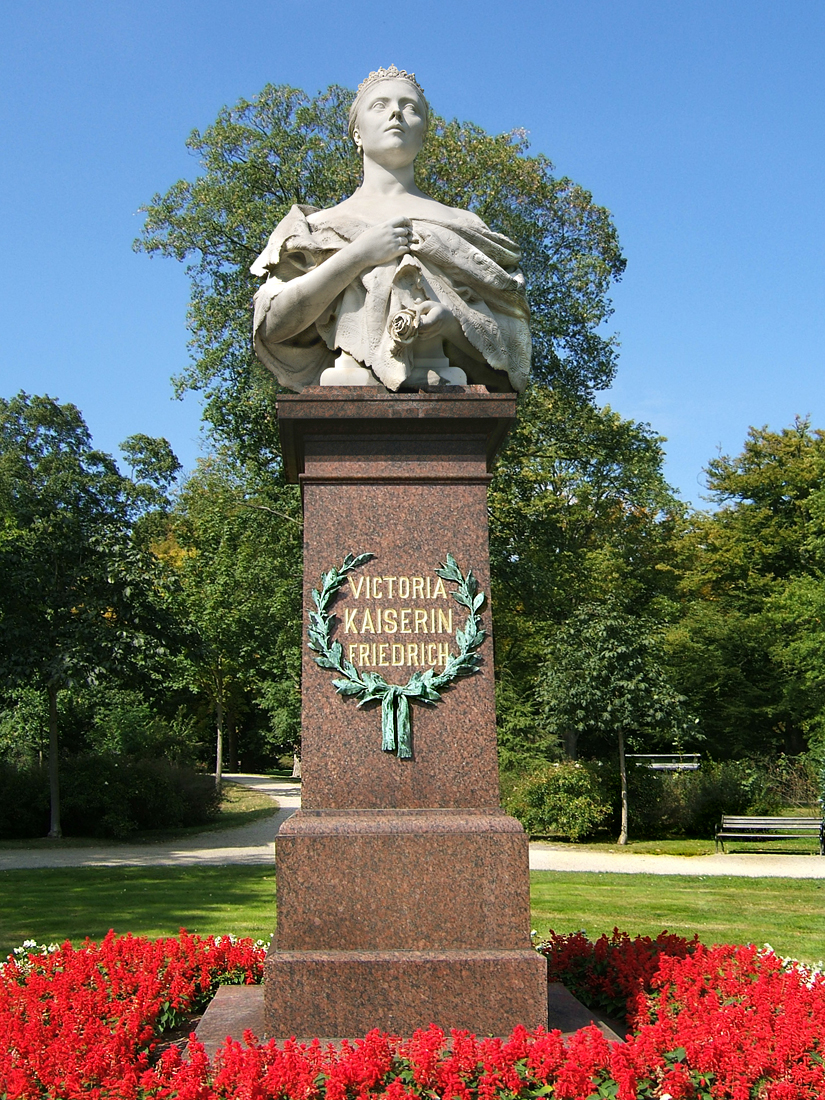
Đài tưởng niệm cố hoàng hậu Victoria của Joseph Uphues, 1902, ở Spa gardens thuộc Bad Homburg vor der Höhe.

Hoàng thái hậu băng hà tại Friedrichshof ngày 5 tháng 8 năm 1901, chưa đầy 7 tháng sau cái chết của mẹ bà.
Theo di nguyện của bà, tất cả y phục trên người bà bị cởi bỏ, bọc trong Union Jack và an táng theo nghi thức Giáo hội Anh. Bà được chôn cạnh chồng trong lăng mộ hoàng gia Friedenskirche tại Potsdam ngày 13 tháng 8 năm 1901. Ngôi mộ của bà có một tượng đá chân dung bằng cẩm thạch dựng ở trên. Hai người con trai của bà qua đời ở tuổi thơ ấu, Sigismund và Waldemar, được chôn cất trong cùng lăng mộ.

## Trong văn hóa

### Địa lý
- Núi Victoria thuộc Jervis Inlet, Columbia thuộc Anh, Canada, được đặt theo tên Vương nữ Vương thất.[150][151]
- Princess Royal Reach, một vịnh hẹp thuộc Jervis Inlet cũng được đặt theo tên Vicky năm 1860.[151]

### Trường học
- Kaiserin-Friedrich-Gymnasium, trường cấp 2 ở Bad Homburg vor der Höhe, Hessen, được đặt theo tên của hoàng hậu Victoria.[152]

### Đầu máy
- Princess Victoria là một lớp đầu máy GWR 3031 được xây dựng bởi Great Western Railway.[153]

### Vườn tược
- Empress Frederick là một loạt những cây thu hải đường đôi với cánh hoa phẳng và hoa hồng sắp xếp xung quanh một tâm duy nhất.[154]
- Kronprinzessin Viktoria là một giống hoa hồng kiểu Bourbon được tạo ra năm 1888 bởi nhà lai tạo hoa hồng Vollert.[155]
- Kaiserin Friedrich một giống hoa hồng tạo ra năm 1889 bởi Drögeüller.[156]

### Phim truyền hình
- Có lẽ thú vị nhất là vào năm 1975 khi Felicity Kendal vào vai Victoria trong Edward the Seventh, phim lấy bối cảnh khi bà đã ở những năm tháng cuối đời (tuổi 60) dù Kendal chỉ mới 29 tuổi.[157]
- Những diễn viễn khác từng vào vai Victoria bao gồm Gemma Jones (Fall of Eagles, 1974) và Ruth Hellberg (Bismarck, 1940), cũng như Catherine Punch (Bismarck, 1990).[158] Trong khi được miêu tả như một nàng công chúa Anh ngây thơ trong phim Bismarck, bộ phim ĐứcVicky – die vergessene Kaiserin ("The Forgotten Empress"), đã thể hiện hình ảnh của bà qua một góc nhìn khác.

## Danh hiệu và huy hiệu

### Tước hiệu và danh hiệu
- 21 tháng 11 năm 1840 – 10 tháng 11 năm 1841: Vương nữ Victoria Điện hạ
- 10 tháng 11 năm 1841 – 25 tháng 1 năm 1858: Vương nữ Vương thất Điện hạ
- 25 tháng 1 năm 1858 – 2 tháng 1 năm 1861: Vương phi Friedrich của Phổ Điện hạ
- 2 tháng 1 năm 1861 – 18 tháng 1 năm 1871: Vương thái tử phi Điện hạ của Phổ
- 18 tháng 1 năm 1871 – 9 tháng 3 năm 1888: Hoàng thái tử phi Điện hạ của Đức, Vương thái tử phi của Phổ Điện hạ
- 9 tháng 3 năm 1888 – 15 tháng 6 năm 1888: Hoàng hậu Đức Bệ hạ, Vương hậu Phổ Bệ hạ
- 15 tháng 6 năm 1888 – 5 tháng 8 năm 1901: Hoàng hậu Friedrich Bệ hạ

### Huân chương
- Dame of the Order of Louise
- Royal Order of Victoria and Albert, First Class[159]
- Spain: 788th Dame of the Order of Queen Maria Luisa –
- Prussia: Order of the Black Eagle

### Huy hiệu
| Huy hiệu Vương nữ Vương thất của Liên hiệp Anh của Victoria | Huy hiệu ngắn của Hoàng hậu Victoria | Vương huy dạng kí tự của Vương nữ Vương thất của Vương quốc Liên hiệp Anh | Chữ hoa đế quốc của Hoàng hậu Đức |

## Con cái
Victoria và Friedrich III đã có tám người con:
| Ảnh | Tên                                                                                             | Ngày sinh           | Ngày mất             | Ghi chú |
| --- | ----------------------------------------------------------------------------------------------- | ------------------- | -------------------- | --- |
|     | Wilhelm II, Hoàng đế Đức và Quốc vương Phổ                                                      | 27 tháng 1 năm 1859 | 4 tháng 6 năm 1941   | kết hôn (1), 27 tháng 2 năm 1881, Auguste Viktoria xứ Schleswig-Holstein; chết 1921; có sáu con trai, một con gái (2), 9 tháng 11 năm 1922, Hermine Reuß xứ Greiz, không có con                       |
|     | Charlotte của Phổ, về sau là Công tước phu nhân xứ Sachsen-Meiningen                            | 24 tháng 7 năm 1860 | 1 tháng 10 năm 1919  | kết hôn, 18 tháng 2 năm 1878, Bernhard III của Sachsen-Meiningen; có một con gái là Feodora của Sachsen-Meiningen.                                                                                    |
|     | Henrich của Phổ                                                                                 | 14 tháng 8 năm 1862 | 20 tháng 4 năm 1929  | kết hôn, cận huyết, 24 tháng 5 năm 1888, Irene của Hessen và Rhein; có ba con |
|     | Sigismund của Phổ                                                                               | 15 tháng 9 năm 1864 | 18 tháng 6 năm 1866  | chết vì viêm màng não khi mới 21 tháng tuổi. Là người cháu đầu tiên của Victoria của Anh chết. |
|     | Viktoria của Phổ, về sau là Thân vương tử phi Adolf xứ Schaumburg-Lippe và Bà Alexander Zoubkov | 12 tháng 4 năm 1866 | 13 tháng 11 năm 1929 | kết hôn (1), 19 tháng 11 năm 1890, Adolf Wilhelm Viktor xứ Schaumburg-Lippe; ông này chết năm 1916; không có con (2), 19 tháng 11 năm 1927, Alexander Zoubkov; không có con                           |
|     | Waldemar của Phổ                                                                                | 10 tháng 2 năm 1868 | 27 tháng 3 năm 1879  | chết vì bạch hầu ở tuổi 11 |
|     | Sophie của Phổ, Vương hậu Hy Lạp                                                                | 14 tháng 6 năm 1870 | 13 tháng 1 năm 1932  | kết hôn, 27 tháng 10 năm 1889, Konstantinos I, Vua của Hy Lạp; có ba con trai; ba con gái (bao gồm: Georgios II của Hy Lạp; Alexandros Icủa Hy Lạp; Pavlos I của Hy Lạp; và Helen, Vương hậu România) |
|     | Margarethe của Phổ, sau là Phong địa Bá tước phu nhân xứ Hessen-Kassel                          | 22 tháng 4 năm 1872 | 22 tháng 1 năm 1954  | kết hôn, 25 tháng 1 năm 1893, Friedrich Karl von Hessen, về sau là Phong địa Bá tước xứ Hessen-Kassel; có sáu con trai                                                                                |

## Gia phả
| \| \| \| \| \| \| \| \| \| \| \| \| \| \| \| \| \| \| \| \| 16. Frederick của Đại Anh \| \| \| \| \| \| \| \| \| \| \| \| \| \| \| \| \| \| \| \| \| \| \| \| \| \| \| \| \| \| \| \| \| \| \| \| \| \| \| \| \| \| \| \| \| \| \| \| \| \| \| \| \| \| 8. George III của Liên hiệp Anh \| \| \| \| \| \| \| \| \| \| \| \| \| \| \| \| \| \| \| \| \| \| \| \| \| \| \| \| \| \| \| \| \| \| \| \| \| \| \| \| \| \| \| \| \| \| \| \| \| \| \| \| \| \| 17. Augusta xứ Sachsen-Gotha-Altenburg \| \| \| \| \| \| \| \| \| \| \| \| \| \| \| \| \| \| \| \| \| \| \| \| \| \| \| \| \| \| \| \| \| \| \| \| \| \| \| \| \| \| \| \| \| \| \| \| \| \| \| \| \| \| 4. Edward của Liên hiệp Anh và Hannover \| \| \| \| \| \| \| \| \| \| \| \| \| \| \| \| \| \| \| \| \| \| \| \| \| \| \| \| \| \| \| \| \| \| \| \| \| \| \| \| \| \| \| \| \| \| \| \| \| \| \| \| \| \| 18. Karl Ludwig xứ Mecklenburg \| \| \| \| \| \| \| \| \| \| \| \| \| \| \| \| \| \| \| \| \| \| \| \| \| \| \| \| \| \| \| \| \| \| \| \| \| \| \| \| \| \| \| \| \| \| \| \| \| \| \| \| \| \| 9. Charlotte xứ Mecklenburg-Strelitz \| \| \| \| \| \| \| \| \| \| \| \| \| \| \| \| \| \| \| \| \| \| \| \| \| \| \| \| \| \| \| \| \| \| \| \| \| \| \| \| \| \| \| \| \| \| \| \| \| \| \| \| \| \| 19. Elisabeth Albertine xứ Sachsen-Hildburghausen \| \| \| \| \| \| \| \| \| \| \| \| \| \| \| \| \| \| \| \| \| \| \| \| \| \| \| \| \| \| \| \| \| \| \| \| \| \| \| \| \| \| \| \| \| \| \| \| \| \| \| \| \| \| 2. Victoria I của Liên hiệp Anh \| \| \| \| \| \| \| \| \| \| \| \| \| \| \| \| \| \| \| \| \| \| \| \| \| \| \| \| \| \| \| \| \| \| \| \| \| \| \| \| \| \| \| \| \| \| \| \| \| \| \| \| \| \| 20. Ernst Friedrich xứ Sachsen-Coburg-Saalfeld (= 24) \| \| \| \| \| \| \| \| \| \| \| \| \| \| \| \| \| \| \| \| \| \| \| \| \| \| \| \| \| \| \| \| \| \| \| \| \| \| \| \| \| \| \| \| \| \| \| \| \| \| \| \| \| \| 10. Franz I xứ Sachsen-Coburg-Saalfeld (= 12)[160] \| \| \| \| \| \| \| \| \| \| \| \| \| \| \| \| \| \| \| \| \| \| \| \| \| \| \| \| \| \| \| \| \| \| \| \| \| \| \| \| \| \| \| \| \| \| \| \| \| \| \| \| \| \| 21. Sophie Antoinette xứ Braunschweig-Wolfenbüttel (= 25) \| \| \| \| \| \| \| \| \| \| \| \| \| \| \| \| \| \| \| \| \| \| \| \| \| \| \| \| \| \| \| \| \| \| \| \| \| \| \| \| \| \| \| \| \| \| \| \| \| \| \| \| \| \| 5. Victoire xứ Sachsen-Coburg-Saalfeld \| \| \| \| \| \| \| \| \| \| \| \| \| \| \| \| \| \| \| \| \| \| \| \| \| \| \| \| \| \| \| \| \| \| \| \| \| \| \| \| \| \| \| \| \| \| \| \| \| \| \| \| \| \| 22. Heinrich XXIV Reuß xứ Ebersdorf (= 26) \| \| \| \| \| \| \| \| \| \| \| \| \| \| \| \| \| \| \| \| \| \| \| \| \| \| \| \| \| \| \| \| \| \| \| \| \| \| \| \| \| \| \| \| \| \| \| \| \| \| \| \| \| \| 11. Augusta Reuß xứ Ebersdorf (= 13)[160] \| \| \| \| \| \| \| \| \| \| \| \| \| \| \| \| \| \| \| \| \| \| \| \| \| \| \| \| \| \| \| \| \| \| \| \| \| \| \| \| \| \| \| \| \| \| \| \| \| \| \| \| \| \| 23. Caroline Ernestine xứ Erbach-Schönberg (= 27) \| \| \| \| \| \| \| \| \| \| \| \| \| \| \| \| \| \| \| \| \| \| \| \| \| \| \| \| \| \| \| \| \| \| \| \| \| \| \| \| \| \| \| \| \| \| \| \| \| \| \| \| \| \| 1. Victoria Adelaide của Liên hiệp Anh \| \| \| \| \| \| \| \| \| \| \| \| \| \| \| \| \| \| \| \| \| \| \| \| \| \| \| \| \| \| \| \| \| \| \| \| \| \| \| \| \| \| \| \| \| \| \| \| \| \| \| \| \| \| 24. Ernst Friedrich xứ Sachsen-Coburg-Saalfeld (= 20) \| \| \| \| \| \| \| \| \| \| \| \| \| \| \| \| \| \| \| \| \| \| \| \| \| \| \| \| \| \| \| \| \| \| \| \| \| \| \| \| \| \| \| \| \| \| \| \| \| \| \| \| \| \| 12. Franz I xứ Sachsen-Coburg-Saalfeld (= 10)[160] \| \| \| \| \| \| \| \| \| \| \| \| \| \| \| \| \| \| \| \| \| \| \| \| \| \| \| \| \| \| \| \| \| \| \| \| \| \| \| \| \| \| \| \| \| \| \| \| \| \| \| \| \| \| 25. Sophie Antoinette xứ Braunschweig-Wolfenbüttel (= 21) \| \| \| \| \| \| \| \| \| \| \| \| \| \| \| \| \| \| \| \| \| \| \| \| \| \| \| \| \| \| \| \| \| \| \| \| \| \| \| \| \| \| \| \| \| \| \| \| \| \| \| \| \| \| 6. Ernst I xứ Sachsen-Coburg và Gotha[160] \| \| \| \| \| \| \| \| \| \| \| \| \| \| \| \| \| \| \| \| \| \| \| \| \| \| \| \| \| \| \| \| \| \| \| \| \| \| \| \| \| \| \| \| \| \| \| \| \| \| \| \| \| \| 26. Heinrich XXIV Reuß xứ Ebersdorf (= 22) \| \| \| \| \| \| \| \| \| \| \| \| \| \| \| \| \| \| \| \| \| \| \| \| \| \| \| \| \| \| \| \| \| \| \| \| \| \| \| \| \| \| \| \| \| \| \| \| \| \| \| \| \| \| 13. Augusta Reuß xứ Ebersdorf (= 11)[160] \| \| \| \| \| \| \| \| \| \| \| \| \| \| \| \| \| \| \| \| \| \| \| \| \| \| \| \| \| \| \| \| \| \| \| \| \| \| \| \| \| \| \| \| \| \| \| \| \| \| \| \| \| \| 27. Caroline Ernestine xứ Erbach-Schönberg (= 23) \| \| \| \| \| \| \| \| \| \| \| \| \| \| \| \| \| \| \| \| \| \| \| \| \| \| \| \| \| \| \| \| \| \| \| \| \| \| \| \| \| \| \| \| \| \| \| \| \| \| \| \| \| \| 3. Albrecht xứ Sachsen-Coburg và Gotha \| \| \| \| \| \| \| \| \| \| \| \| \| \| \| \| \| \| \| \| \| \| \| \| \| \| \| \| \| \| \| \| \| \| \| \| \| \| \| \| \| \| \| \| \| \| \| \| \| \| \| \| \| \| 28. Ernst II xứ Sachsen-Gotha-Altenburg \| \| \| \| \| \| \| \| \| \| \| \| \| \| \| \| \| \| \| \| \| \| \| \| \| \| \| \| \| \| \| \| \| \| \| \| \| \| \| \| \| \| \| \| \| \| \| \| \| \| \| \| \| \| 14. August I xứ Sachsen-Gotha-Altenburg[160] \| \| \| \| \| \| \| \| \| \| \| \| \| \| \| \| \| \| \| \| \| \| \| \| \| \| \| \| \| \| \| \| \| \| \| \| \| \| \| \| \| \| \| \| \| \| \| \| \| \| \| \| \| \| 29. Charlotte xứ Sachsen-Meiningen \| \| \| \| \| \| \| \| \| \| \| \| \| \| \| \| \| \| \| \| \| \| \| \| \| \| \| \| \| \| \| \| \| \| \| \| \| \| \| \| \| \| \| \| \| \| \| \| \| \| \| \| \| \| 7. Luise Pauline xứ Sachsen-Gotha-Altenburg[160] \| \| \| \| \| \| \| \| \| \| \| \| \| \| \| \| \| \| \| \| \| \| \| \| \| \| \| \| \| \| \| \| \| \| \| \| \| \| \| \| \| \| \| \| \| \| \| \| \| \| \| \| \| \| 30. Friedrich Franz I xứ Mecklenburg \| \| \| \| \| \| \| \| \| \| \| \| \| \| \| \| \| \| \| \| \| \| \| \| \| \| \| \| \| \| \| \| \| \| \| \| \| \| \| \| \| \| \| \| \| \| \| \| \| \| \| \| \| \| 15. Luise Charlotte xứ Mecklenburg[160] \| \| \| \| \| \| \| \| \| \| \| \| \| \| \| \| \| \| \| \| \| \| \| \| \| \| \| \| \| \| \| \| \| \| \| \| \| \| \| \| \| \| \| \| \| \| \| \| \| \| \| \| \| \| 31. Luise xứ Sachsen-Gotha-Altenburg \| \| \| \| \| \| \| \| \| \| \| \| \| \| \| \| \| \| \| \| \| \| \| \| \| \| \| \| \| \| \| \| \| \| \| \| \| \| \| \| \| \| \| \| \| \| \| \| \| \| \| \| |                                                           |  |  |  |  |  |  |  |  |  |  |  |  |  |  |  |
| |                                                           |  |  |  |  |  |  |  |  |  |  |  |  |  |  |  |
| | 16. Frederick của Đại Anh                                 |  |  |  |  |  |  |  |  |  |  |  |  |  |  |  |
| |                                                           |  |  |  |  |  |  |  |  |  |  |  |  |  |  |  |
| |                                                           |  |  |  |  |  |  |  |  |  |  |  |  |  |  |  |
| | 8. George III của Liên hiệp Anh                           |  |  |  |  |  |  |  |  |  |  |  |  |  |  |  |
| |                                                           |  |  |  |  |  |  |  |  |  |  |  |  |  |  |  |
| |                                                           |  |  |  |  |  |  |  |  |  |  |  |  |  |  |  |
| | 17. Augusta xứ Sachsen-Gotha-Altenburg                    |  |  |  |  |  |  |  |  |  |  |  |  |  |  |  |
| |                                                           |  |  |  |  |  |  |  |  |  |  |  |  |  |  |  |
| |                                                           |  |  |  |  |  |  |  |  |  |  |  |  |  |  |  |
| | 4. Edward của Liên hiệp Anh và Hannover                   |  |  |  |  |  |  |  |  |  |  |  |  |  |  |  |
| |                                                           |  |  |  |  |  |  |  |  |  |  |  |  |  |  |  |
| |                                                           |  |  |  |  |  |  |  |  |  |  |  |  |  |  |  |
| | 18. Karl Ludwig xứ Mecklenburg                            |  |  |  |  |  |  |  |  |  |  |  |  |  |  |  |
| |                                                           |  |  |  |  |  |  |  |  |  |  |  |  |  |  |  |
| |                                                           |  |  |  |  |  |  |  |  |  |  |  |  |  |  |  |
| | 9. Charlotte xứ Mecklenburg-Strelitz                      |  |  |  |  |  |  |  |  |  |  |  |  |  |  |  |
| |                                                           |  |  |  |  |  |  |  |  |  |  |  |  |  |  |  |
| |                                                           |  |  |  |  |  |  |  |  |  |  |  |  |  |  |  |
| | 19. Elisabeth Albertine xứ Sachsen-Hildburghausen         |  |  |  |  |  |  |  |  |  |  |  |  |  |  |  |
| |                                                           |  |  |  |  |  |  |  |  |  |  |  |  |  |  |  |
| |                                                           |  |  |  |  |  |  |  |  |  |  |  |  |  |  |  |
| | 2. Victoria I của Liên hiệp Anh                           |  |  |  |  |  |  |  |  |  |  |  |  |  |  |  |
| |                                                           |  |  |  |  |  |  |  |  |  |  |  |  |  |  |  |
| |                                                           |  |  |  |  |  |  |  |  |  |  |  |  |  |  |  |
| | 20. Ernst Friedrich xứ Sachsen-Coburg-Saalfeld (= 24)     |  |  |  |  |  |  |  |  |  |  |  |  |  |  |  |
| |                                                           |  |  |  |  |  |  |  |  |  |  |  |  |  |  |  |
| |                                                           |  |  |  |  |  |  |  |  |  |  |  |  |  |  |  |
| | 10. Franz I xứ Sachsen-Coburg-Saalfeld (= 12)             |  |  |  |  |  |  |  |  |  |  |  |  |  |  |  |
| |                                                           |  |  |  |  |  |  |  |  |  |  |  |  |  |  |  |
| |                                                           |  |  |  |  |  |  |  |  |  |  |  |  |  |  |  |
| | 21. Sophie Antoinette xứ Braunschweig-Wolfenbüttel (= 25) |  |  |  |  |  |  |  |  |  |  |  |  |  |  |  |
| |                                                           |  |  |  |  |  |  |  |  |  |  |  |  |  |  |  |
| |                                                           |  |  |  |  |  |  |  |  |  |  |  |  |  |  |  |
| | 5. Victoire xứ Sachsen-Coburg-Saalfeld                    |  |  |  |  |  |  |  |  |  |  |  |  |  |  |  |
| |                                                           |  |  |  |  |  |  |  |  |  |  |  |  |  |  |  |
| |                                                           |  |  |  |  |  |  |  |  |  |  |  |  |  |  |  |
| | 22. Heinrich XXIV Reuß xứ Ebersdorf (= 26)                |  |  |  |  |  |  |  |  |  |  |  |  |  |  |  |
| |                                                           |  |  |  |  |  |  |  |  |  |  |  |  |  |  |  |
| |                                                           |  |  |  |  |  |  |  |  |  |  |  |  |  |  |  |
| | 11. Augusta Reuß xứ Ebersdorf (= 13)                      |  |  |  |  |  |  |  |  |  |  |  |  |  |  |  |
| |                                                           |  |  |  |  |  |  |  |  |  |  |  |  |  |  |  |
| |                                                           |  |  |  |  |  |  |  |  |  |  |  |  |  |  |  |
| | 23. Caroline Ernestine xứ Erbach-Schönberg (= 27)         |  |  |  |  |  |  |  |  |  |  |  |  |  |  |  |
| |                                                           |  |  |  |  |  |  |  |  |  |  |  |  |  |  |  |
| |                                                           |  |  |  |  |  |  |  |  |  |  |  |  |  |  |  |
| | 1. Victoria Adelaide của Liên hiệp Anh                    |  |  |  |  |  |  |  |  |  |  |  |  |  |  |  |
| |                                                           |  |  |  |  |  |  |  |  |  |  |  |  |  |  |  |
| |                                                           |  |  |  |  |  |  |  |  |  |  |  |  |  |  |  |
| | 24. Ernst Friedrich xứ Sachsen-Coburg-Saalfeld (= 20)     |  |  |  |  |  |  |  |  |  |  |  |  |  |  |  |
| |                                                           |  |  |  |  |  |  |  |  |  |  |  |  |  |  |  |
| |                                                           |  |  |  |  |  |  |  |  |  |  |  |  |  |  |  |
| | 12. Franz I xứ Sachsen-Coburg-Saalfeld (= 10)             |  |  |  |  |  |  |  |  |  |  |  |  |  |  |  |
| |                                                           |  |  |  |  |  |  |  |  |  |  |  |  |  |  |  |
| |                                                           |  |  |  |  |  |  |  |  |  |  |  |  |  |  |  |
| | 25. Sophie Antoinette xứ Braunschweig-Wolfenbüttel (= 21) |  |  |  |  |  |  |  |  |  |  |  |  |  |  |  |
| |                                                           |  |  |  |  |  |  |  |  |  |  |  |  |  |  |  |
| |                                                           |  |  |  |  |  |  |  |  |  |  |  |  |  |  |  |
| | 6. Ernst I xứ Sachsen-Coburg và Gotha                     |  |  |  |  |  |  |  |  |  |  |  |  |  |  |  |
| |                                                           |  |  |  |  |  |  |  |  |  |  |  |  |  |  |  |
| |                                                           |  |  |  |  |  |  |  |  |  |  |  |  |  |  |  |
| | 26. Heinrich XXIV Reuß xứ Ebersdorf (= 22)                |  |  |  |  |  |  |  |  |  |  |  |  |  |  |  |
| |                                                           |  |  |  |  |  |  |  |  |  |  |  |  |  |  |  |
| |                                                           |  |  |  |  |  |  |  |  |  |  |  |  |  |  |  |
| | 13. Augusta Reuß xứ Ebersdorf (= 11)                      |  |  |  |  |  |  |  |  |  |  |  |  |  |  |  |
| |                                                           |  |  |  |  |  |  |  |  |  |  |  |  |  |  |  |
| |                                                           |  |  |  |  |  |  |  |  |  |  |  |  |  |  |  |
| | 27. Caroline Ernestine xứ Erbach-Schönberg (= 23)         |  |  |  |  |  |  |  |  |  |  |  |  |  |  |  |
| |                                                           |  |  |  |  |  |  |  |  |  |  |  |  |  |  |  |
| |                                                           |  |  |  |  |  |  |  |  |  |  |  |  |  |  |  |
| | 3. Albrecht xứ Sachsen-Coburg và Gotha                    |  |  |  |  |  |  |  |  |  |  |  |  |  |  |  |
| |                                                           |  |  |  |  |  |  |  |  |  |  |  |  |  |  |  |
| |                                                           |  |  |  |  |  |  |  |  |  |  |  |  |  |  |  |
| | 28. Ernst II xứ Sachsen-Gotha-Altenburg                   |  |  |  |  |  |  |  |  |  |  |  |  |  |  |  |
| |                                                           |  |  |  |  |  |  |  |  |  |  |  |  |  |  |  |
| |                                                           |  |  |  |  |  |  |  |  |  |  |  |  |  |  |  |
| | 14. August I xứ Sachsen-Gotha-Altenburg                   |  |  |  |  |  |  |  |  |  |  |  |  |  |  |  |
| |                                                           |  |  |  |  |  |  |  |  |  |  |  |  |  |  |  |
| |                                                           |  |  |  |  |  |  |  |  |  |  |  |  |  |  |  |
| | 29. Charlotte xứ Sachsen-Meiningen                        |  |  |  |  |  |  |  |  |  |  |  |  |  |  |  |
| |                                                           |  |  |  |  |  |  |  |  |  |  |  |  |  |  |  |
| |                                                           |  |  |  |  |  |  |  |  |  |  |  |  |  |  |  |
| | 7. Luise Pauline xứ Sachsen-Gotha-Altenburg               |  |  |  |  |  |  |  |  |  |  |  |  |  |  |  |
| |                                                           |  |  |  |  |  |  |  |  |  |  |  |  |  |  |  |
| |                                                           |  |  |  |  |  |  |  |  |  |  |  |  |  |  |  |
| | 30. Friedrich Franz I xứ Mecklenburg                      |  |  |  |  |  |  |  |  |  |  |  |  |  |  |  |
| |                                                           |  |  |  |  |  |  |  |  |  |  |  |  |  |  |  |
| |                                                           |  |  |  |  |  |  |  |  |  |  |  |  |  |  |  |
| | 15. Luise Charlotte xứ Mecklenburg                        |  |  |  |  |  |  |  |  |  |  |  |  |  |  |  |
| |                                                           |  |  |  |  |  |  |  |  |  |  |  |  |  |  |  |
| |                                                           |  |  |  |  |  |  |  |  |  |  |  |  |  |  |  |
| | 31. Luise xứ Sachsen-Gotha-Altenburg                      |  |  |  |  |  |  |  |  |  |  |  |  |  |  |  |
| |                                                           |  |  |  |  |  |  |  |  |  |  |  |  |  |  |  |
| |                                                           |  |  |  |  |  |  |  |  |  |  |  |  |  |  |  |